# Saucedilla

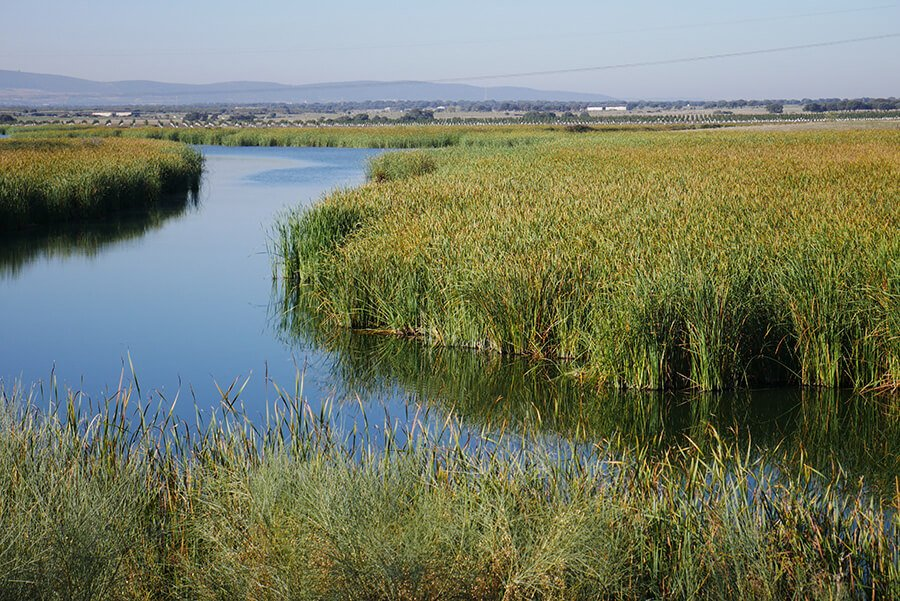
Embalse de Arrocampo

Saucedilla es una villa y municipio español del noreste de la provincia de Cáceres, en la comunidad autónoma de Extremadura. Está situado en la comarca del Campo Arañuelo, cuya capital es Navalmoral de la Mata. Saucedilla pertenece al partido judicial de Navalmoral. El acceso principal por carretera es a través de la autovía A-5 (salida en el km. 190). Se encuentra a 197 km de Madrid, 103 km de Cáceres y 19 km de Navalmoral de la Mata. Hay estación de tren a 4 km en la vecina villa de Casatejada. Cuenta con una población de 994 habitantes (INE 2024).

## Símbolos
En términos de heráldica, el escudo de Saucedilla se define oficialmente así:

Escudo cortado, 1º de sinople sembrado de bellotas de oro, cargado de testuz de carnero de plata; 2º de azur, una central atómica, de plata, sostenida de ondas de plata de azur. Al timbre corona real.

El hecho de que en el escudo figure una central atómica, la vecina Central nuclear de Almaraz, que se ve desde muchos puntos de la villa, fue una idea inédita, llamativa y polémica que, en su día, mereció algunos titulares de periódico.

## Gentilicio
Tiene dos gentilicios de igual rango: rabinches y naveros. Realmente no se sabe a qué se deben estos nombres, pero cuentan la leyenda que rabinches debe el nombre a una zona del término municipal llamada Rabinchera, y era el gentilicio que se utilizaba para las personas que vivían en la parte norte. Naveros tiene más significados como que se debe a las plantaciones de nabo que se cultivaban en el municipio o también porque cuando se construyó la iglesia San Juan Bautista del siglo XVI, fue construida encima de un campo de nabos. Este gentilicio se utilizaba para los habitantes que vivían en la parte sur del municipio.
Actualmente se utilizan los dos, independientemente de la zona donde vivas.

## Geografía física
Está situado a 258 m de altitud entre las coordenadas 39° 51' 09" de latitud norte y los 5° 40' 22" de longitud oeste, no presentando fuertes desniveles. El término municipal tiene una extensión de 60 kilómetros cuadrados. 
El emplazamiento y horizonte de Saucedilla son imponentes: el río Tiétar y la sierra de Gredos al norte, el embalse de Arrocampo-Almaraz que recoge las aguas de un arroyo antes de desaguar en el río Tajo al sur, el parque nacional de Monfragüe y la pequeña sierra de Serrejón al oeste y suroeste, y las primeras estribaciones de la Sierra de Las Villuercas al sureste, al otro lado del Tajo. Estos son también algunos de los límites naturales de la comarca de Campo Arañuelo a la que pertenece. 
Se encuentra a 103 kilómetros de la capital cacereña y se alza a 258 metros sobre el nivel del mar. 
| Noroeste: Toril    | Norte: Casatejada        | Noreste: Navalmoral de la Mata |
| Oeste: Serrejón    |                          | Este: Millanes                 |
| Suroeste: Serrejón | Sur: Romangordo, Almaraz | Sureste: Belvís de Monroy      |

Su clima es mediterráneo subtropical. La media anual de temperaturas oscila entre los 15° y los 18 °C; inviernos suaves con una media de 8 °C y mínimas absolutas de -5 °C; los veranos son secos y calurosos alcanzando máximas absolutas de 39 °C. En algunos periodos del año aparece cubierta por la niebla que se produce al enfriarse en invierno el vapor que se desprende de las aguas cálidas del embalse de la central nuclear, adelantándose la primavera con este microclima.

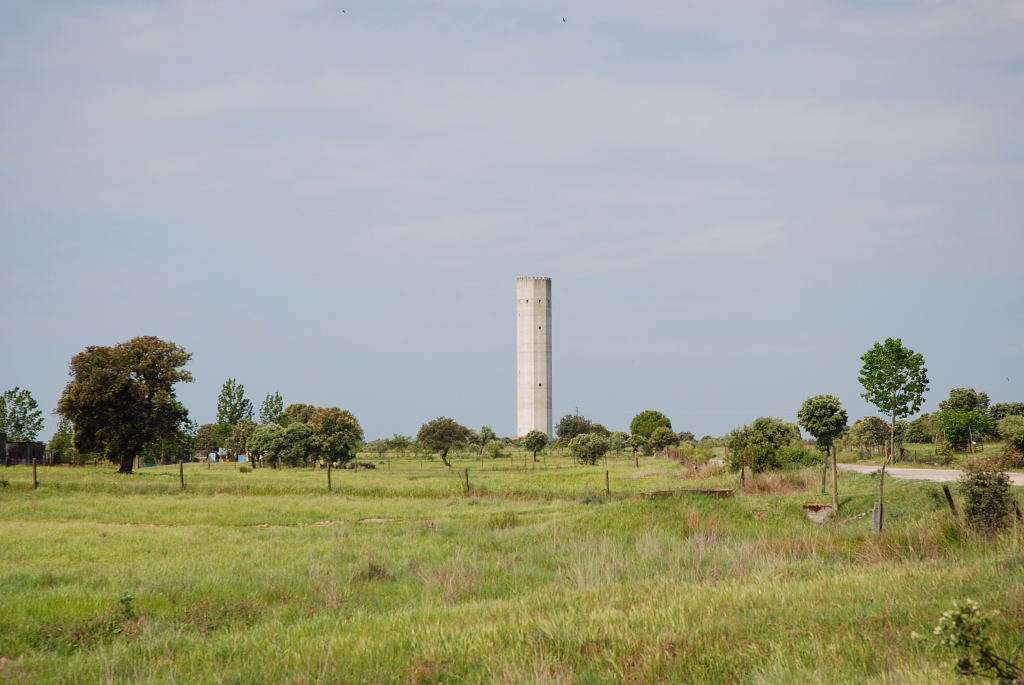
Torreta de elevación de agua para regadío

El relieve es una amplia llanura constituida esencialmente por arenas y arcillas pertenecientes a la segunda mitad del Terciario. Debido a la impermeabilidad y escaso drenaje de los suelos, siempre han proliferado embalsamientos naturales de agua: la laguna del pueblo, todavía existente, los charcones (al suroeste),  hoy invadidos por una cola del Embalse de Arrocampo.
En Saucedilla hay numerosos pozos. El pozo público de agua potable es El Sevellar (noreste de la villa), desde el que se ha realizado una canalización con fuentes públicas junto al colegio CRA Río Tajo y en la calle Cáceres, junto al edificio multiusos. De los varios arroyos, el principal es el Arrocampo, cuyo cauce final fue ocupado por el Embalse de Arrocampo, creado para la refrigeración de la Central Nuclear de Almaraz. Otros son: Galapagoso, Rejones, Arroyo del Pueblo, Guapero...).

## Naturaleza

### Dehesas
Saucedilla está rodeada de dehesas por casi todos sus puntos cardinales. La dehesa es un bosque claro de encinas (Quercus illex) o alcornoques (Quercus suber) con espacio inferior de pastizales o matorrales y generalmente destinada a la cría de ganado de todo tipo.
- Dehesa boyal: aunque estas tierras comunales tienen cada vez menos importancia (se dedicaban antaño al engorde del cerdo y al suministro de leña de encina para todos los vecinos), todavía existen, si bien con menos extensión.

### Humedales
- El Embalse de Arrocampo[5]

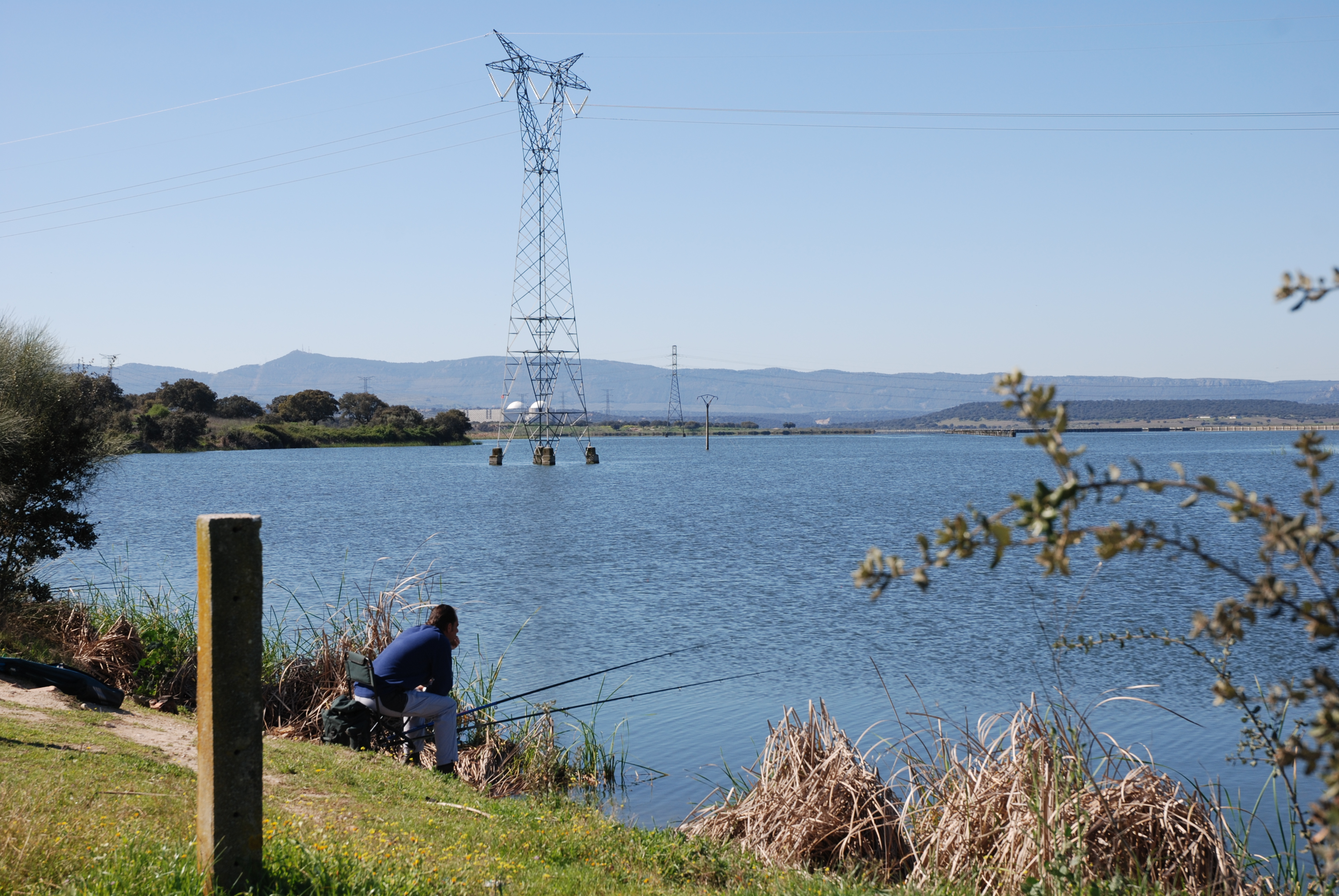
Embalse de Arrocampo, acceso principal

La inmensa masa de agua (770 ha) del embalse, creado gracias a una serie de presas, diques y pantallas que, aprovechando el cauce y depresión del arroyo Arrocampo en las zonas anterior e inmediata en que este vierte sus aguas en el Tajo, permite la refrigeración de los condensadores de las turbinas de la vecina Central Nuclear de Almaraz. El embalse baña tierras de los términos municipales de Saucedilla, Almaraz, Romangordo y Serrejón. En los años de su establecimiento (en 1976 se efectúa su llenado), el proyecto no estaba exento de interrogantes. Por ello se puso al mismo tiempo en marcha un programa de estudios radiológicos del emplazamiento y de la zona y estudios ecológicos del embalse y arroyo de Arrocampo, río Tajo y ecosistemas terrestres de la región. Se planteó como un proyecto de investigación científica donde colaboraron las Universidades de Sevilla, Barcelona, Complutense y Extremadura.

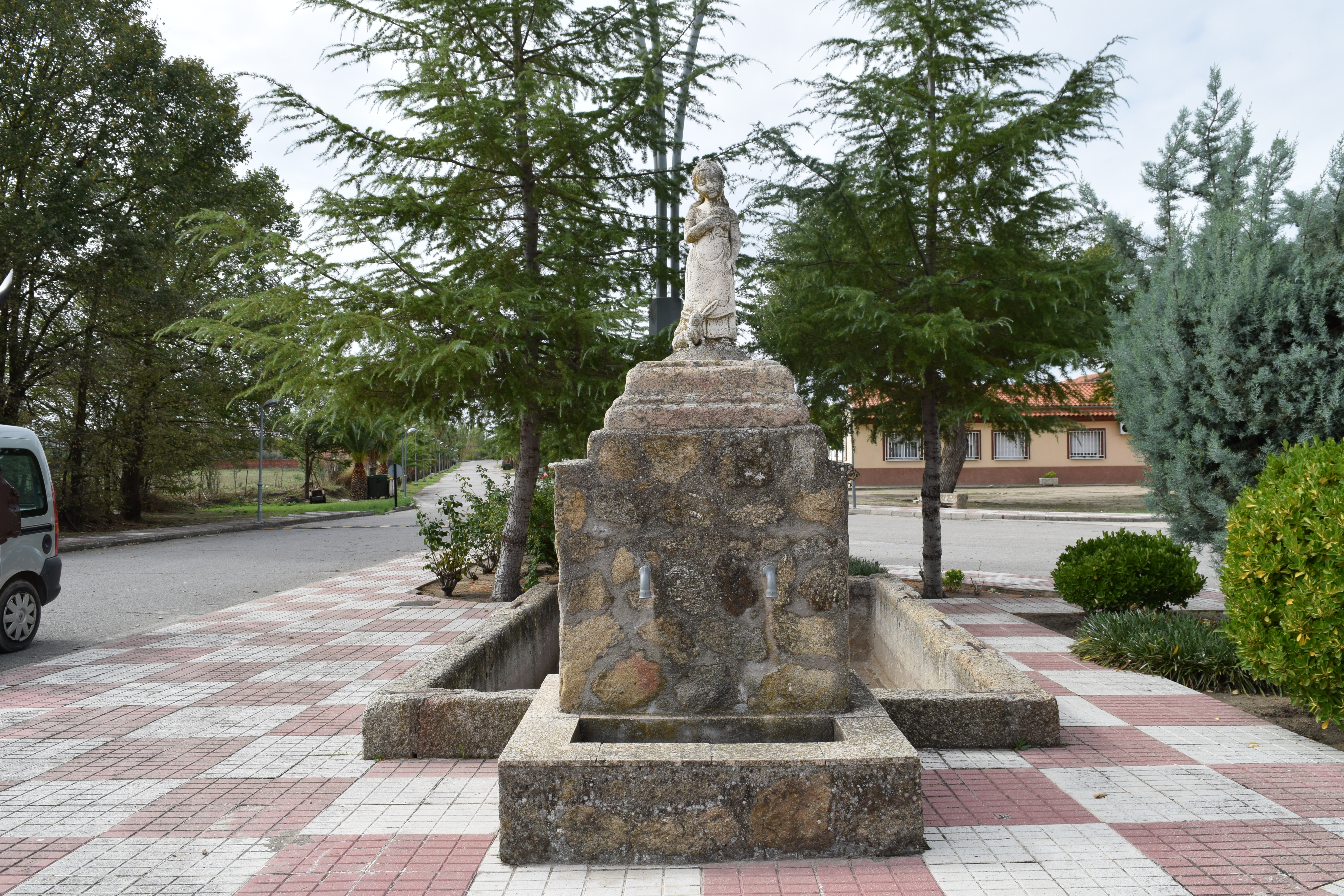
fuente de los caños

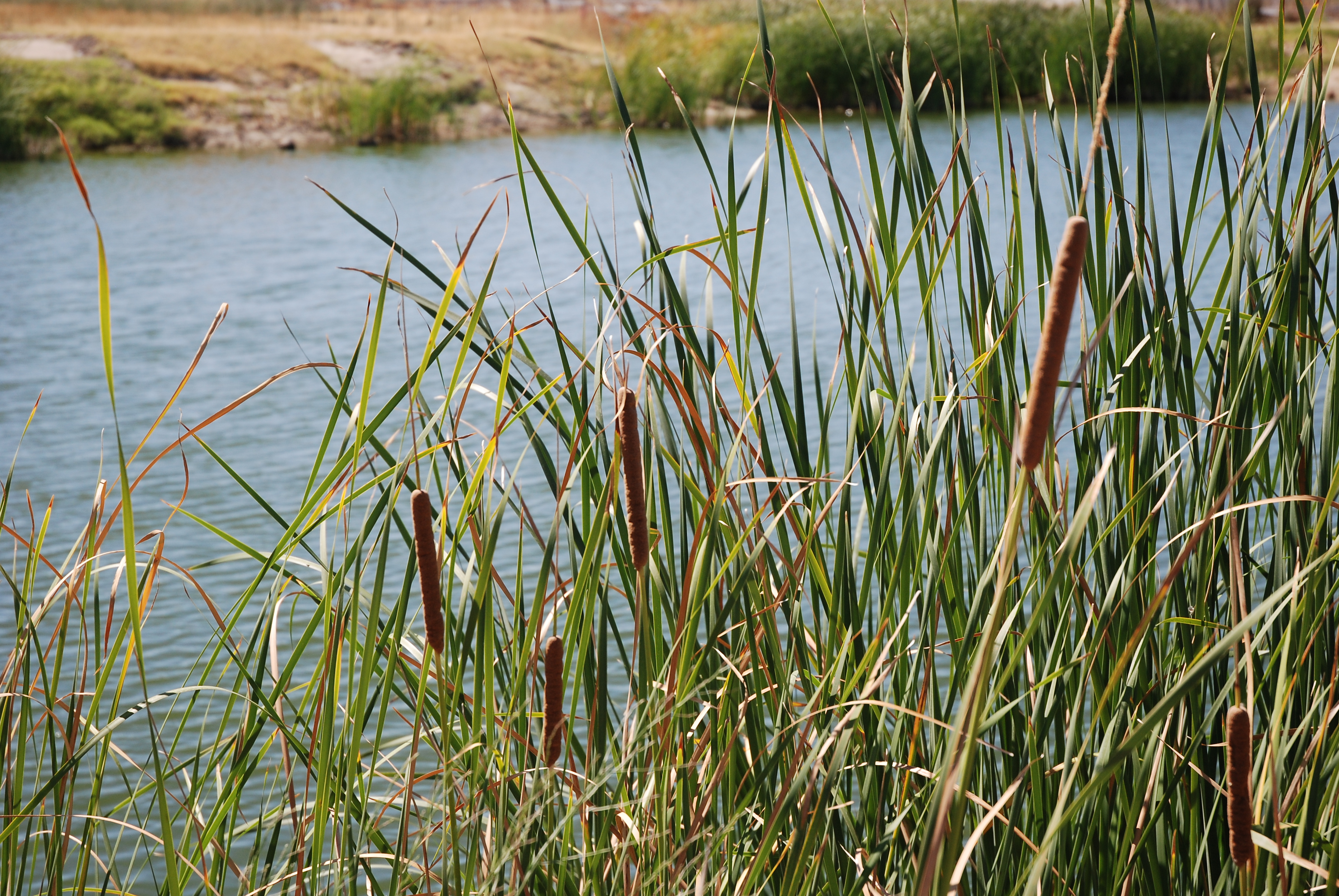
Enea (Typha spp), omnipresente en Arrocampo

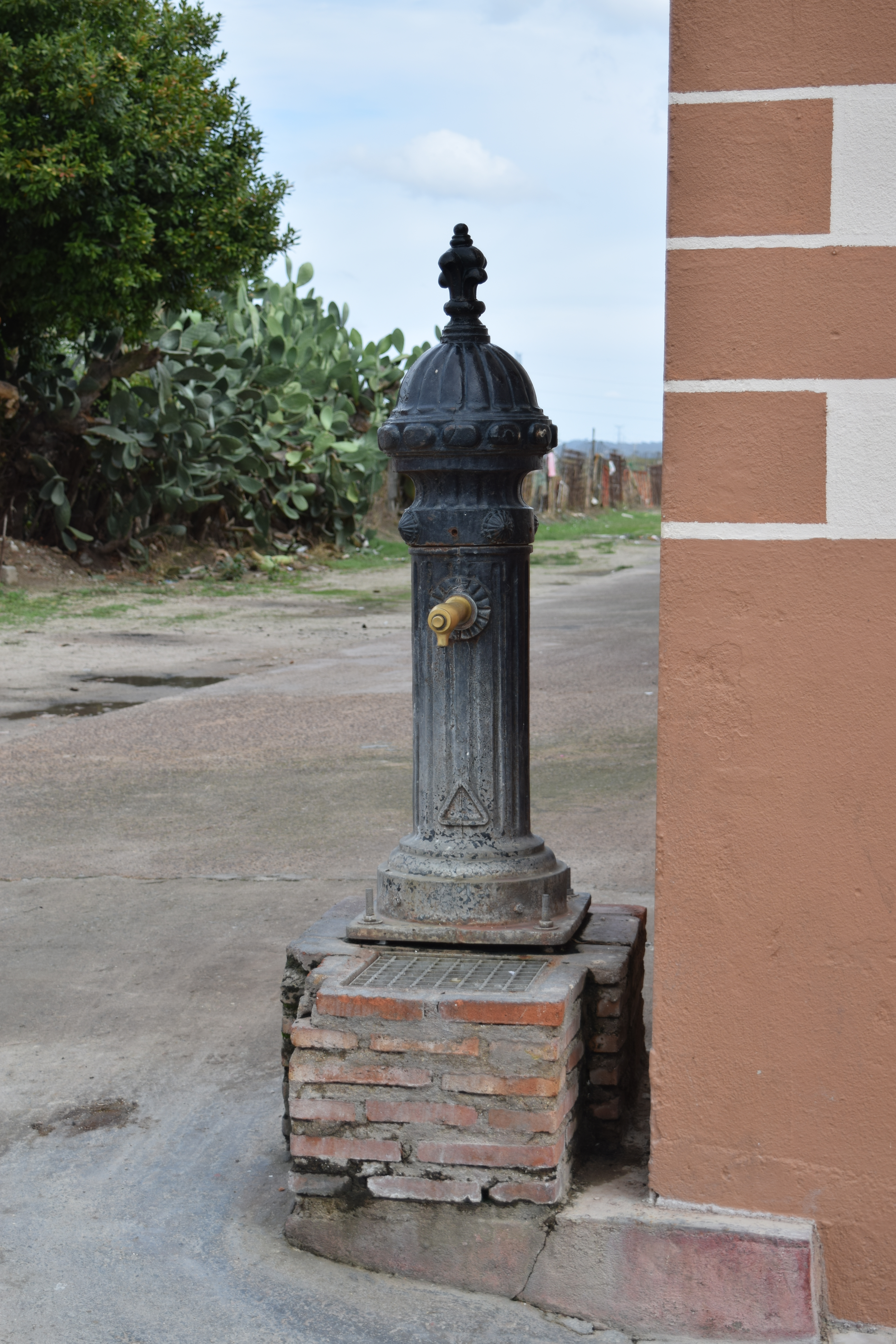
fuente municipal del pozo sevellar

El embalse es un enorme circuito de refrigeración por el que se hace circular agua (que recorre 25 km en total) captada del río Tajo, la cual, al pasar por los generadores, absorbe el calor excesivo de estos. El aumento térmico del agua en circulación debe disiparse lo más eficaz y rápidamente posible, razón por la que esta circula por un circuito encorsetado por la denominada Pantalla de Separación Térmica (PST), hasta su devolución de nuevo al río Tajo. Los muros de esta PST tienen una longitud de 11,5 km y 8 m de altura. Son utilizados como posadero, dormidero o plataforma de cría de numerosas aves (garceta grande y cormorán grande).
- Biomasa: tiene zonas de aguas relativamente estables, de temperatura especialmente elevada (entre 2 y 5 °C por encima de lo normal), un alto nivel de eutrofización, compensado por una oxigenación constante causada por la actividad de las bombas. Por ello, el embalse ofrece una biomasa considerable: fitoplancton y zooplancton, lo cual permite sustentar capas sucesivas de depredadores. Hay que destacar la presencia de una pulga de agua (crustáceo microscópico) Cerlodaphinia cornuta, de distribución tropical. En cuanto a la vegetación, domina la espadaña o enea (Typha spp.), que ha proliferado espectacularmente a lo largo de los años. Este aumento tan considerable del espacio vegetal explica la riqueza ornitológica de Arrocampo, ayudando a que muchas aves migratorias encuentren su lugar de residencia en el embalse de Arrocampo como por ejemplo el calamón, el bigotudo, la espátula o el avetoro entre otros.
- Ictiofauna: es abundante y variada. A las especies presentes en las aguas del arroyo Arrocampo original, como cachos, colmillejas (Cobitis taenia), barbo, boga del Tajo (Chondrostoma polylepis) y anguilas, se han añadido con el tiempo distintas carpas, la tenca (Tinca tinca), el rutilo (Rutilus alburnoides), el black-bass y la pardilla o boga de boca arqueada (Rutilus lemmingii) y la gambusia. Hay tres tipos de carpa en Arrocampo: la carpa común (Cyprinus carpio), la carpa de Kóllar (Carassius auratus) y la carpa de espejo (Cyprinus specularis), actualmente existe una gran población de siluros (silurus glanis) que están provocando el exterminio de diferentes especies. la aparición de nutrias (Lutra lutra) es abundante gracias a que muchos de los peces tienen un tamaño ideal para la alimentación de las mismas.
- Avifauna: El embalse reúne aguas poco profundas, temperaturas distintas, biomasa considerable y variada, todo lo cual condiciona una flora y una fauna diversas. Las condiciones de seguridad y control debidas a la proximidad de la central nuclear proporcionan también mayor resguardo y tranquilidad a la flora y fauna. El embalse está rodeado por una red de caminos y canales con zonas de encinares, prados, zonas de gramíneas y una espesa vegetación acuática (principalmente eneales). Estos eneales, forman islas de vegetación de gran importancia para la cría de diversas especies de aves y pequeños mamíferos acuáticos. A continuación, en el apartado relativo al Parque Ornitológico de Arrocampo en Saucedilla, aparecen las distintas especies de aves presentes en el embalse y su entorno.

- Lagunas y charcas naturales. La laguna del pueblo es un encharcamiento natural de agua permanente de fondos arcillosos situado junto a las piscinas municipales que ha servido toda la vida de abrevadero y caladero de carpas, actualmente se ha reformado creando un paseo alrededor de laguna con plantas de oxigenación y ocho pesquiles para el disfrute de la pesca. Las charcas o charcones del pueblo, de fondos y entorno muy arcillosos, hoy desaparecidos, estaban ubicados al oeste de las piscinas, en las antiguas eras. Servían de abrevadero y su arcilla y agua eran utilizadas para fabricar adobes y ladrillos en un horno y secadero situados allí mismo.

- Balsas de las áreas de regadío: hay tres grandes balsas o depósitos, alimentados por los canales de riego, una situada en Las Judías (noreste de la villa), otra en la zona de Cerro Alto (oeste) y otra en Dehesa Nueva (suroeste).

### Regadíos

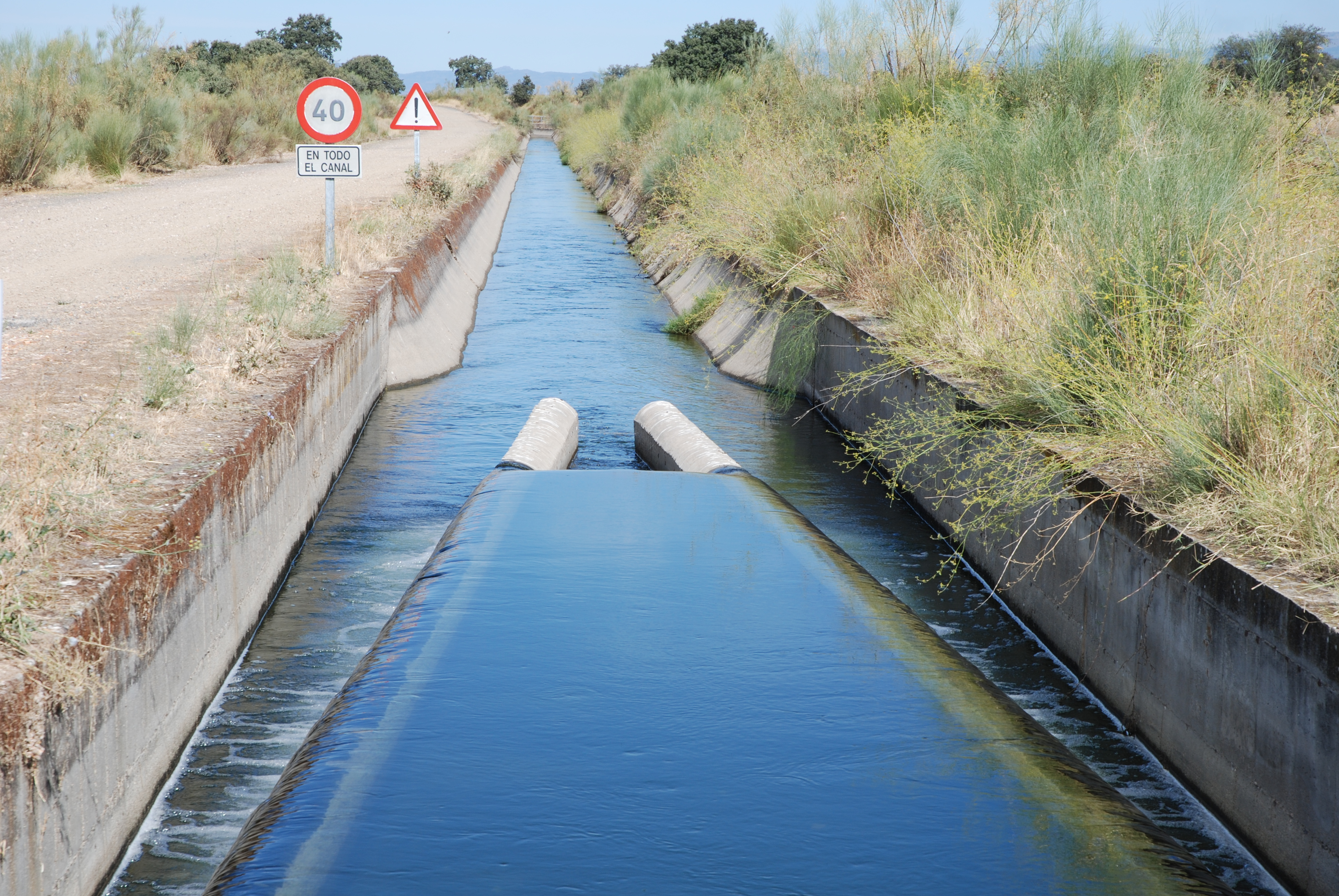
Canal de riego (Las Judías)

Durante siglos las tierras de Saucedilla han sido de secano. Producían cebada, avena, centeno, trigo, garbanzos, habas y nabos. En las orillas del arroyo Arrocampo, había huertos que producían hortalizas, frutales, maíz, tabaco e incluso algodón. Con el embalse de Valdecañas y la consiguiente creación de redes de canales de riego, balsas de agua, granjas para la colonización y la explotación agraria, etc., por parte de las autoridades nacionales (IRYDA) a principios de los 80,  gran parte de su término municipal se beneficia del regadío, con prados para el engorde de ganado, producción de frutales en los que destacan diferentes variedades de ciruelos, producción de almendros (de interés turístico en la época de floración) y plantaciones de olivos y forraje. Las torretas de elevación de agua son un elemento característico de su paisaje.

### Cañada Real Leonesa Occidental:el cordel

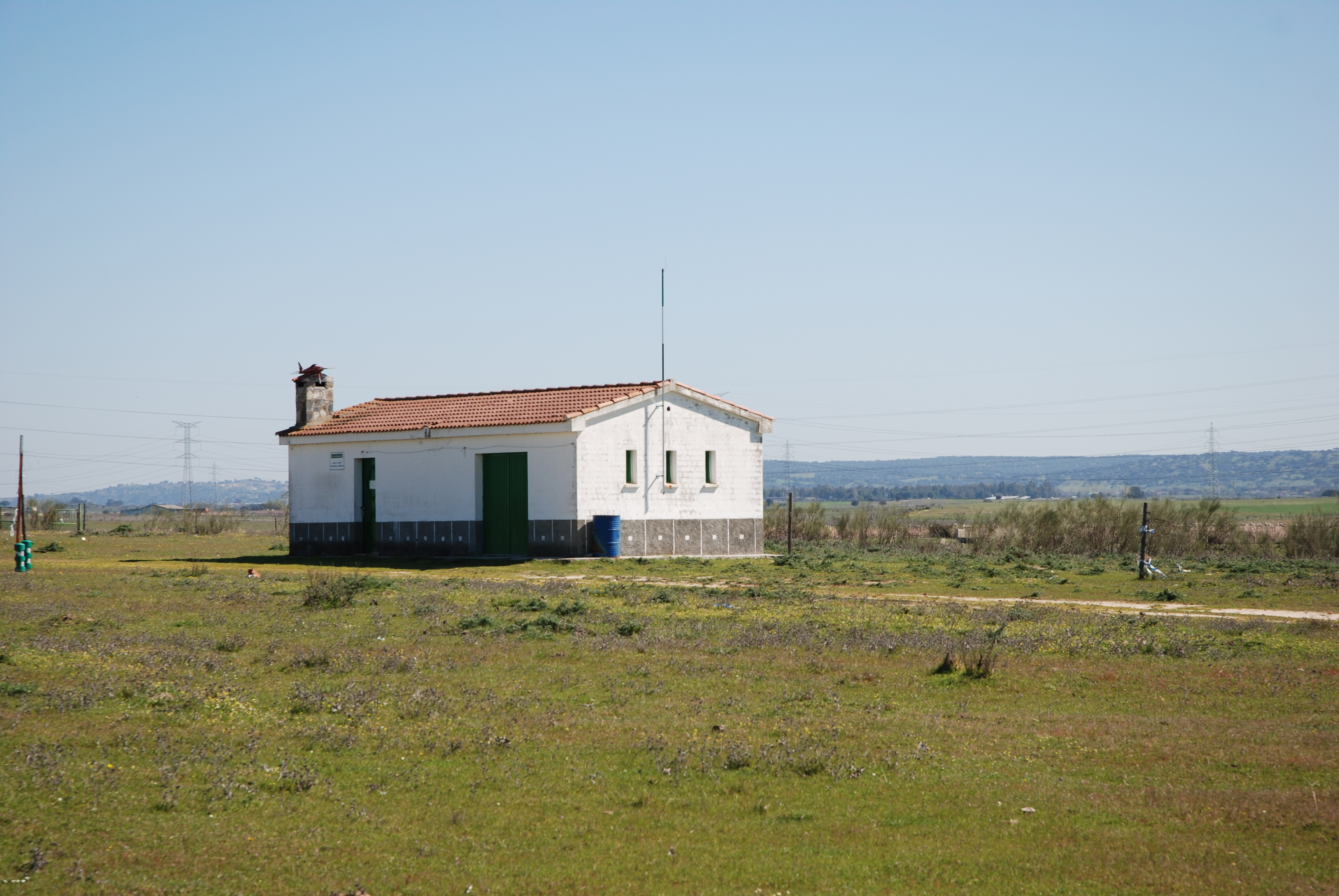
Albergue de pastores y vaqueros de la cañada

La cañada, llamada en la villa cordel, tiene 4,4 km de longitud en Saucedilla. Procede de las montañas de León y se dirige al sur de Extremadura (Segura de León, Badajoz). Pasa por el sur de la villa, pegada al cementerio. Siempre ha sido valorada y respetada por los vecinos. Hay un descansadero de ganado  vallado y un albergue para los pastores y vaqueros que todavía recorren la cañada.
En su paso por el término de Saucedilla, la cañada está perfectamente cartografiada, inventariada y amojonada por la Junta de Extremadura, con un cartel metálico titulado Vías Pecuarias de Extremadura.
Las marcas blancas y rojas que aparecen en la cañada (en postes de luz, piquetes de cercas, etc.) corresponden a un GR llamado Ruta de la Mesta. [Véase la historia de la organización ganadera medieval del Concejo de la Mesta (Honrado Concejo de la Mesta).] Este GR no está todavía reconocido oficialmente por la FEXME (Federación Extremeña de Deportes de Montaña y Escalada), organismo oficial competente para ello. Dicho GR está integrado en el sistema de senderos de las Comarcas de Campo Arañuelo, Jara e Ibores, ARJABOR.
En el tramo andaluz de la cañada, el GR está señalizado y reconocido oficialmente por la Federación Andaluza de Montañismo como GR 42 Cañada Real Leonesa Occidental, que une Aroche (Huelva) y Segura de León (Badajoz), pasando por la sierra de Aracena.

### Zonas Especiales de Protección

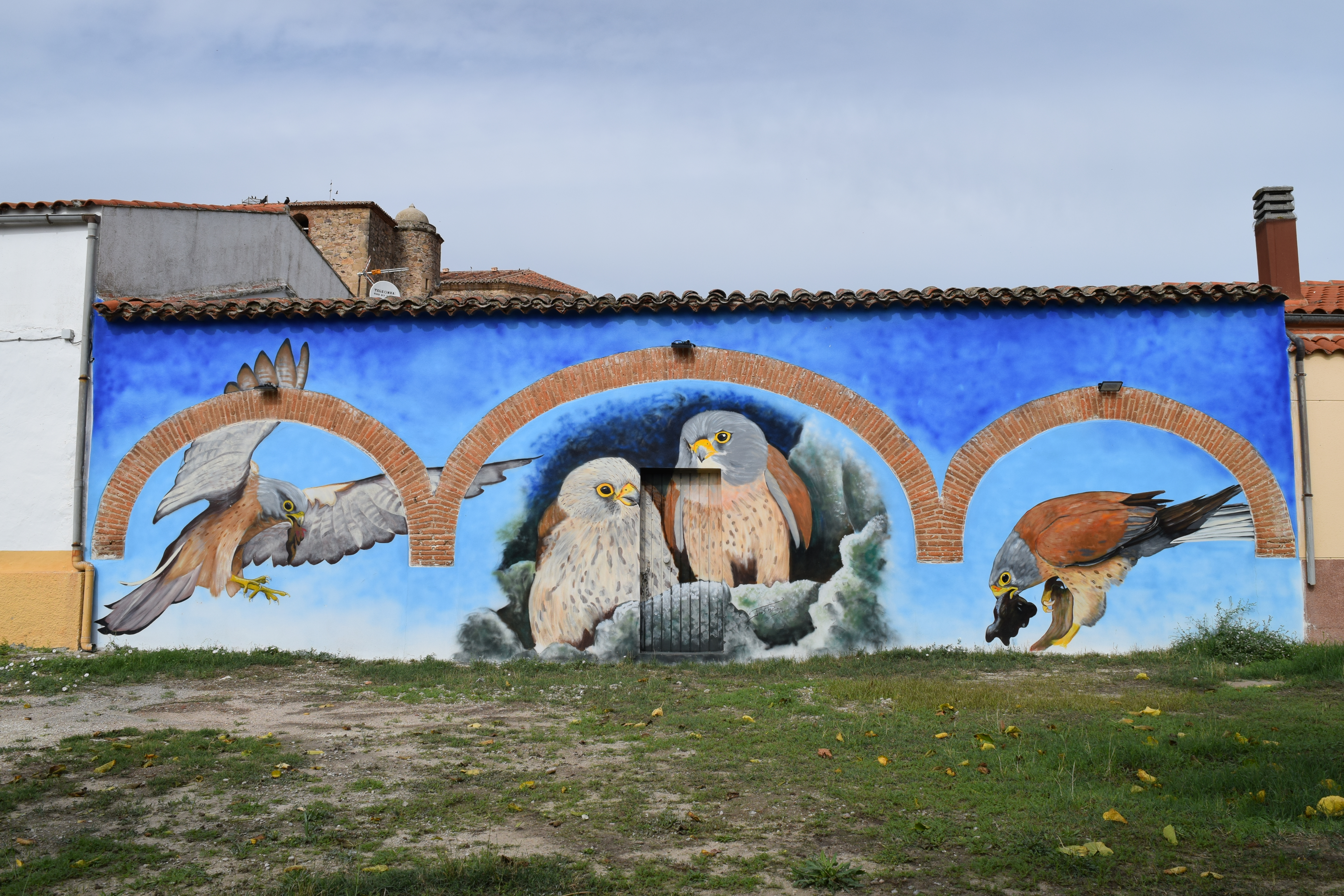
Mural del cernícalo primilla en las inmediaciones de la ZEPA Urbana del Cernícalo Primilla en Saucedilla

- ZEPA Embalse de Arrocampo. El embalse de Arrocampo es el mejor lugar para ver aves palustres en Extremadura, en el se localizan las mejores poblaciones regionales, incluso únicas para diversas especies como puede ser el calamón común (Porphyrio porphyrio), el avetoro de difícil avistamiento, garza imperial (Ardea purpurea) en épocas estivales, donde es registrado un aumento notable en los Mural del cernícalo primilla en las inmediaciones de la ZEPA Urbana del Cernícalo Primilla en Saucedillaúltimos años, la garcilla cangrejera (Ardeola ralloides), buscarla unicolor (Locustella luscinioides) y el bigotudo (Panurus biarmicus) entre otros. Las aves rapaces que no pueden faltar en este embalse son el aguilucho lagunero occidental y el águila pescadora, la cual se puede avistar en invierno. Se puede ver la presencia de otras especies más comunes en marismas y zonas costeras como la espátula común (Platalea leucorodia), el morito común (Plegadis falcinellus)... Durante los pasos migratorios la riqueza de especies aumenta, como es el caso de las polluelas bastarda, chica y pintoja.
- ZEPA Colonias de Cernícalo Primilla de Saucedilla: entre 15 y 20 parejas según el año, el cernícalo primilla aprovecha los mechinales de la fachada de la iglesia San Juan Bautista para criar, lo que ha dado a Saucedilla una zona ZEPA Urbana. Permanecen en la zona de cría desde principios de febrero hasta finales de julio.
- ZEPA Monfragüe y dehesas del entorno: el término municipal de Saucedilla pertenece a la Reserva de la biosfera de Monfragüe, por lo que se creó una ZEPA en la que destaca el valor de la dehesa como ecosistema, promoviendo su protección y reconocimiento.

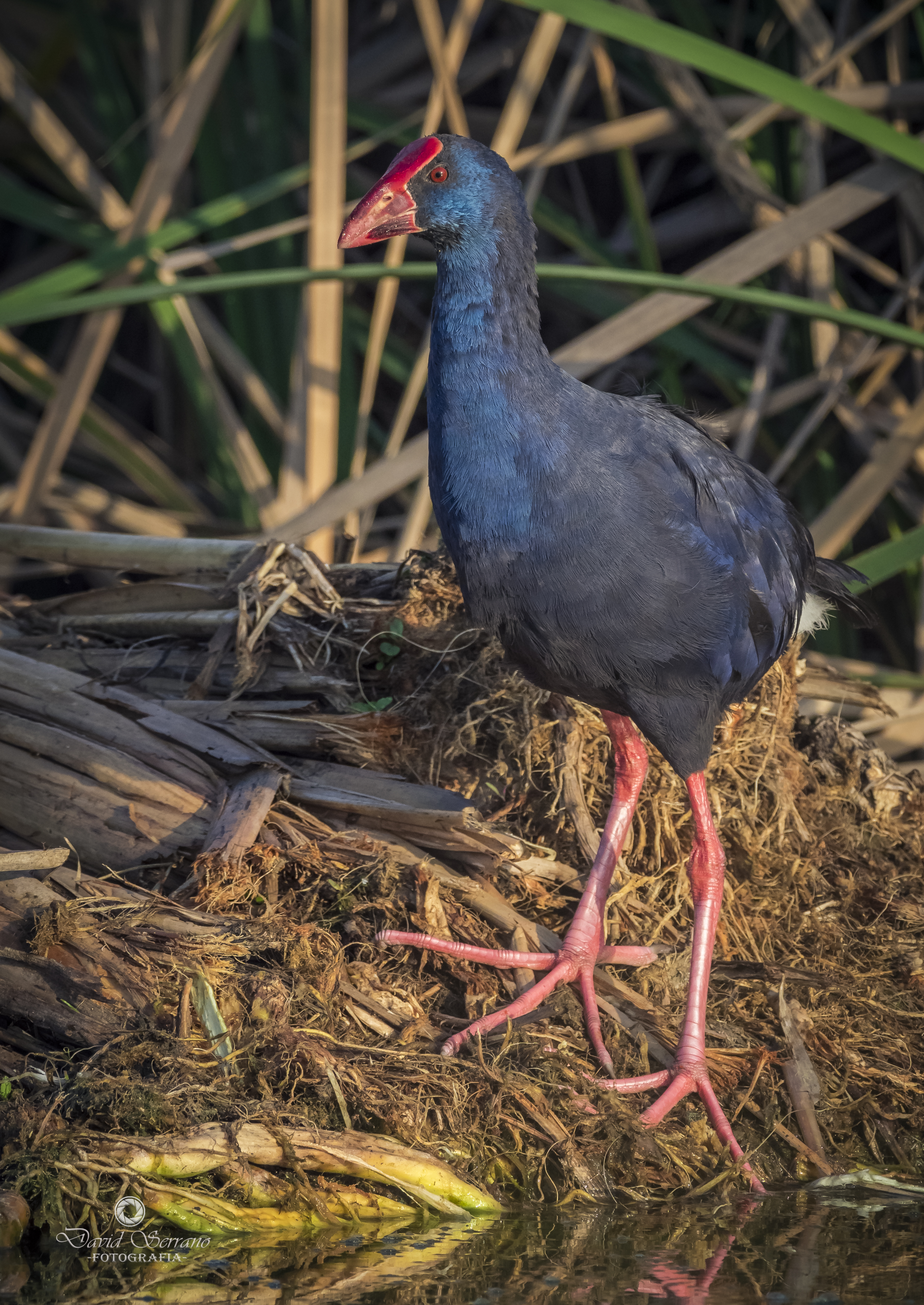
Calamón común

 Este ecosistema está representado en el sector occidental del municipio, siendo formaciones adehesadas abiertas por lo general, predominando la encina de porte medio, entremezclándose con algunas manchas de matorral. Precisamente, por localizarse en Saucedilla la frontera noreste de esta gran unidad ambiental, podemos hablar de un ecotono, donde convergen fundamentalmente dos unidades paisajísticas: la dehesa y el humedal y donde por definición se produce la máxima interacción entre ecosistemas limítrofes. Aquí campean las especies más emblemáticas de Monfragüe como alimoche común (Neophron percnopterus), buitre negro (Aegypius monachus), águila perdicera (Aquila fasciata), águila imperial ibérica (Aquila adalberti) o milano real (Milvus milvus) siendo un importante lugar de aporte de alimento. Se reproducen especies íntimamente ligadas a este ecosistema como el pito real ibérico (Picus sharpei), el rabilargo ibérico (Cyanopica cooki), el arrendajo euroasiático (Garrulus glandarius), el trepador azul (Sitta europaea) o la paloma torcaz (Columba palumbus).  Otro gran grupo de pajarillos merodean con actitud inquieta por las zonas de matorral como pinzones (Fringilla coelebs), alcaudones común y real (Lanius senator y Lanius meridionalis), papamoscas gris (Muscicapa striata), cogujada montesina (Galerida theklae), escribano montesino (Emberiza cia), pardillo común (Carduelis cannabina), curruca capirotada (Sylvia atricapilla) o curruca mosquitera (Sylvia borin).  Otras especies interesantes de ver por las dehesas de Saucedilla son las grullas (Grus grus) y el escaso elanio azul (Elanus caeruleus) que alcanza en esta tierra una de sus mayores densidades de toda la región.

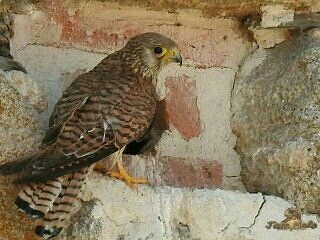
Hembra de cernícalo primilla en la iglesia San Juan Bautista

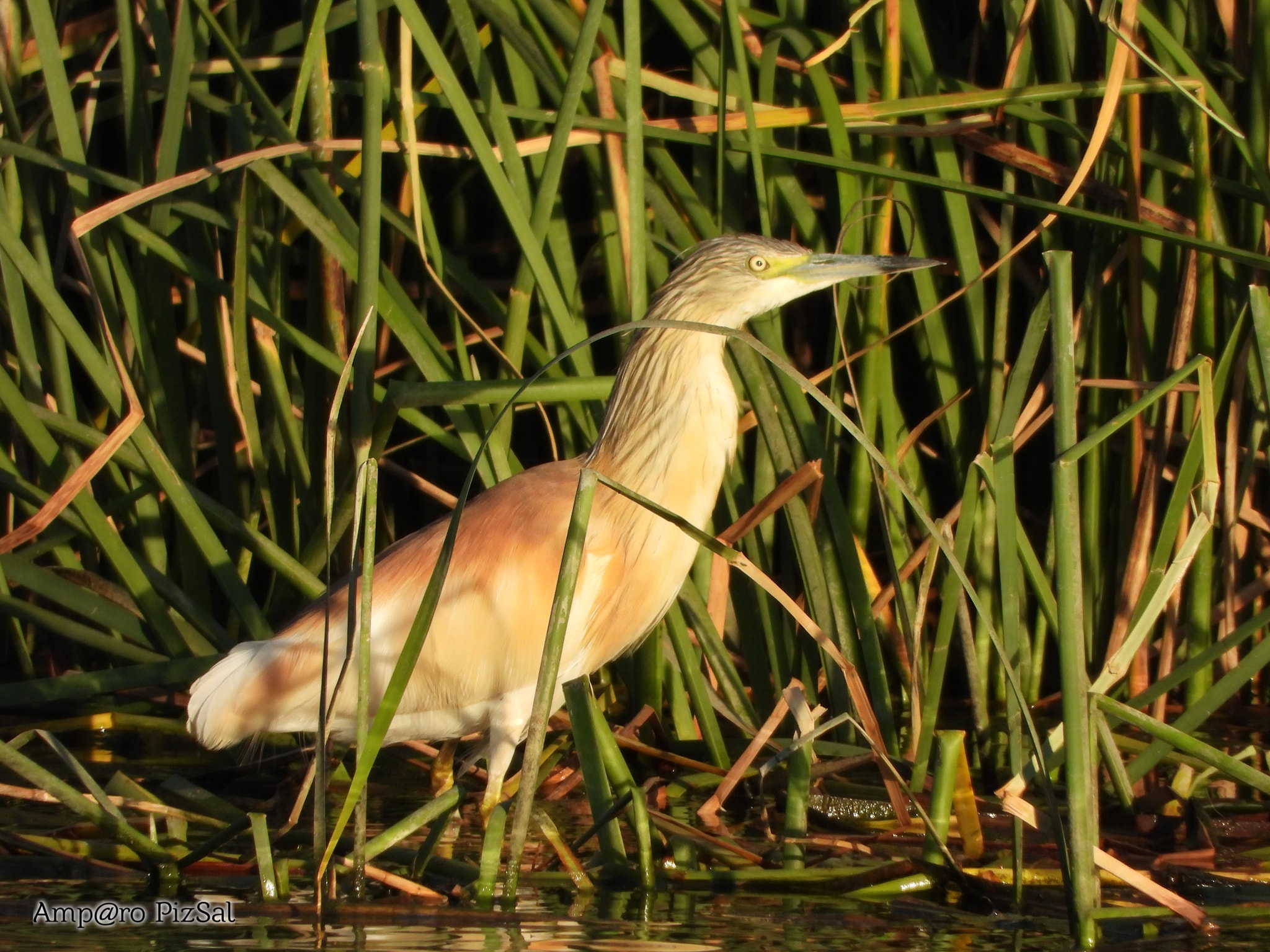
Garcilla cangrejera

Con la creación de un parque ornitológico con varias rutas señalizadas con observatorios estratégicamente ubicados, se ha convertido en un punto de visita obligatorio para los aficionados a la ornitología extremeños, españoles y del extranjero. (puede acceder a su página web: http://www.birdingsaucedilla.com/)

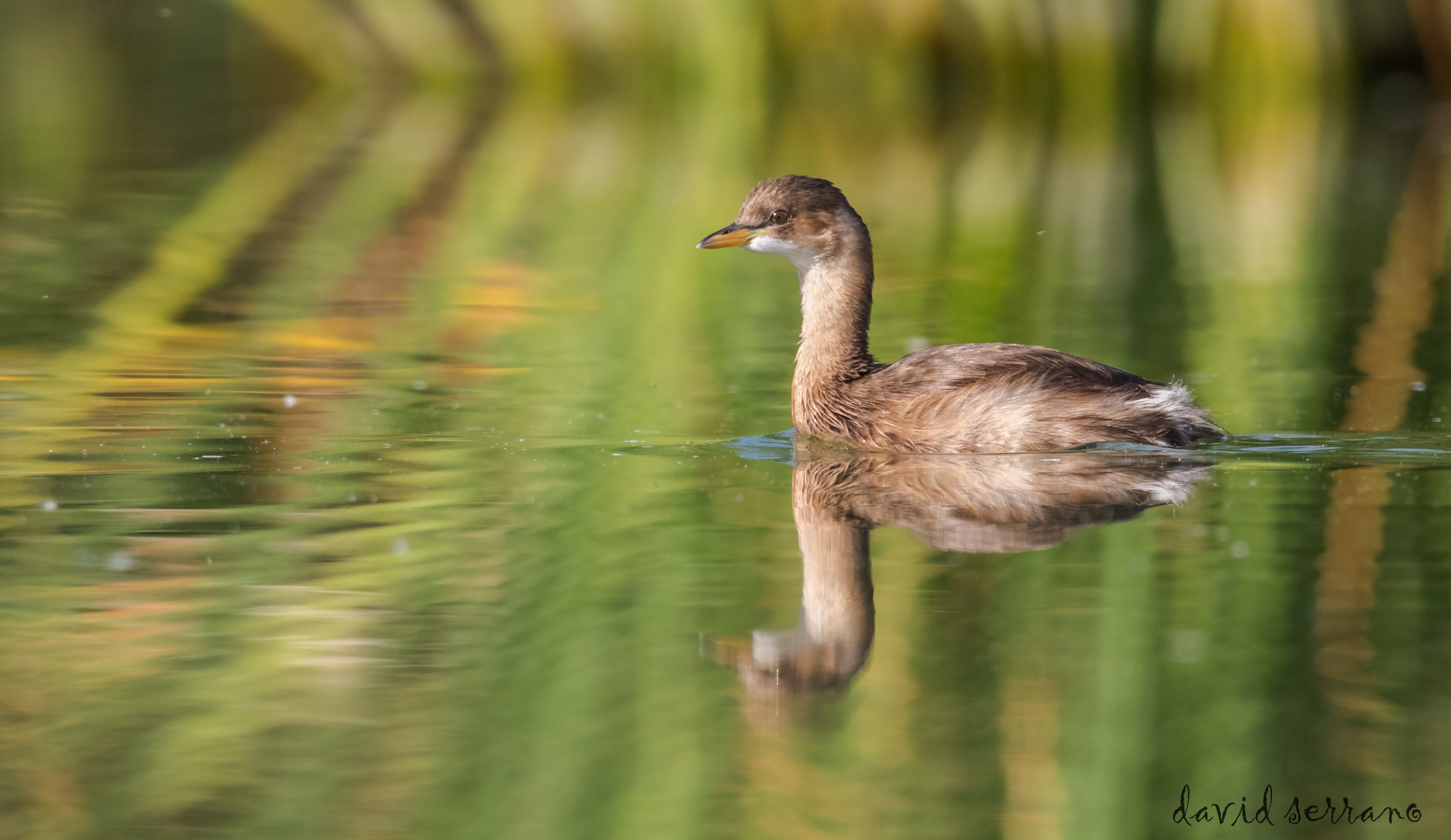
zampullín

- Parque Ornitológico de Arrocampo (Saucedilla): desde 2007, con ampliaciones posteriormente, tiene 5 rutas, señalizadas con mojones muy visibles de madera y colores según la ruta. Disponen de observatorios o hides o los que se pueden acceder fácilmente en coche, disponiendo de rampa para facilitar la experiencia a personas con movilidad reducida, cuenta con un aula polivalente para charlas y actividades del parque, merendero con zonas ajardinadas y alojamiento de chozos y búngalos con aparcamiento para caravanas (actualmente en construcción). las llaves de los observatorios deben recogerse en la oficina de información:

- Ruta amarilla o de Arrocampo: 4 km de longitud con 4 observatorios a las orillas del embalse de Arrocampo, podremos avistar, carricerines, ejemplares de garza imperial en primavera, calamones, avetorillos, la garcilla cangrejera, aviones y el martín pescador. En el observatorio 2 de esta ruta, que algunos consideran el más interesante, avistaremos, el aguilucho lagunero, calamón, focha, gallineta, rascón, agachadiza común, espátula (Plateinae), pagaza... En el observatorio 3, las principales especies son: las fochas, el somormujo, las ánades y el cormorán grande. En el 4 el martinete, garza real y garza imperial, garcilla cangrejera, garceta común, buscarla unicolor, bengalí rojo, polluelas, aguilucho lagunero, pájaro moscón, etc. En esta ruta podremos pasear entre almendros, los cuales representan la agricultura en auge de la población

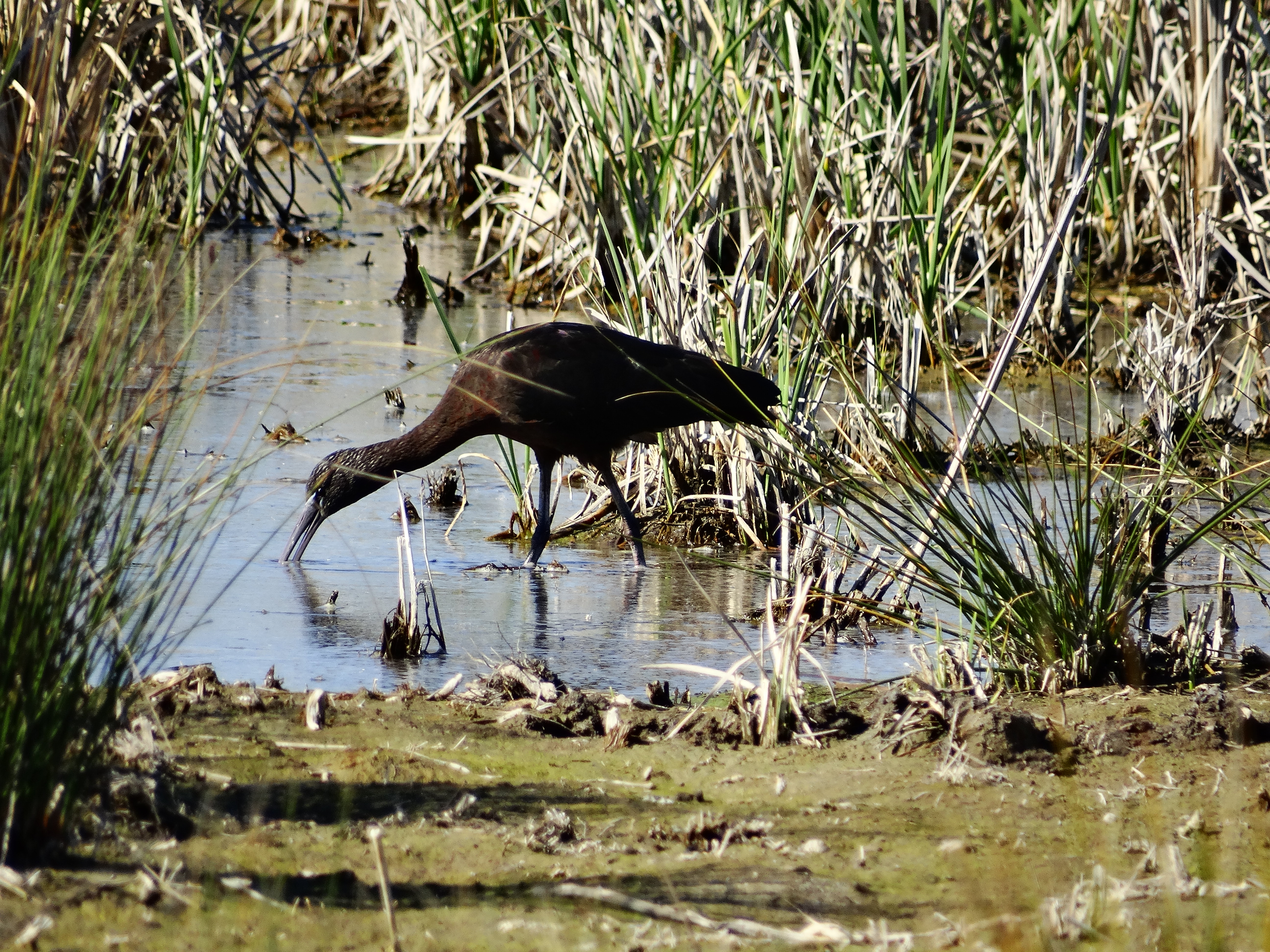
Morito común

- Ruta roja o de las balsas: se recorre saliendo desde la entrada norte de la villa y tomando un camino asfaltado que sale hacia el oeste (hay mojones indicando la ruta). Se llega a una torreta de elevación de agua, podremos observar las numerosas aves que conviven en torno a la gran balsa de agua de Cerro Alto (construida como depósito para la zona oeste de regadíos). Con una longitud total de 8,4 km, dispone de dos observatorios en zonas estratégicas de las balsas para el avistamiento de aves, aunque también se pueden observar por los parajes de los alrededores. Se pueden avistar aves como el archibebe claro (Tringa nebulari), garza real (Ardea alba), aguilucho pálido (Circus cyaneus), cetia ruiseñor (Cettia cetti) y el martín pescador común (Luscinia megarhynchos) entre otros.
- Ruta naranja o del cernícalo primilla: de 10,5 km de longitud nos llevará a la colonia de cernícalo primilla y a sus zonas de alimentación, de especial interés en primavera-verano, cuando los cernícalos primilla utilizan la iglesia para la reproducción aunque se puede ver al cernícalo vulgar en cualquier época del año. Comparten la zona de caza con otras rapaces como el elanio azul o el milano negro.
- Ruta azul o ruta de las dehesas al parque nacional de Monfragüe: de 9,1 km de longitud nos conduce al seno del parque nacional de Monfragüe donde a través de la ruta del camino natural del Tajo podremos enlazar con la ruta rosa y llegar al corazón de Monfragüe. En esta ruta no existen observatorios, pero sí se puede apreciar el entorno rodeados de encinas y encontrarnos aves palustres como por ejemplo el petirrojo europeo, la curruca mosquitera o el trepador azul.
- Ruta verde o del charco salado: con una longitud de 8.3 km, termina en una masa de agua donde se pueden encontrar diferentes aves en la tranquilidad de estas aguas. Se pueden avistar con facilidad el somormujo lavanco, cormorán grande o el ánade friso.

Saucedilla se encuentra en la Zona de transición de la Reserva de la Biosfera del Parque nacional de Monfragüe (RBM), cuyo centro es el Parque nacional de Monfragüe. El título de Reserva de la Biosfera de Monfragüe, que incluye y concierne en distintos conceptos a 14 municipios, entre ellos Saucedilla, concedido por la UNESCO en julio de 2003, tiene varios espacios: zona núcleo (12.830 ha), zona tampón o de amortiguamiento (15.360 ha y zona de transición (87.970 ha).

## Historia

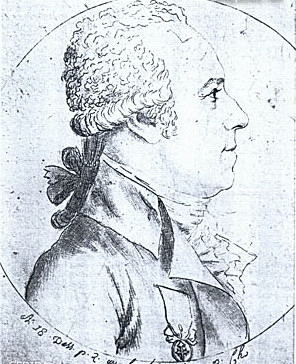
Gaspar de Molina y Zaldívar, IV Conde de Saucedilla

- Restos prehistóricos

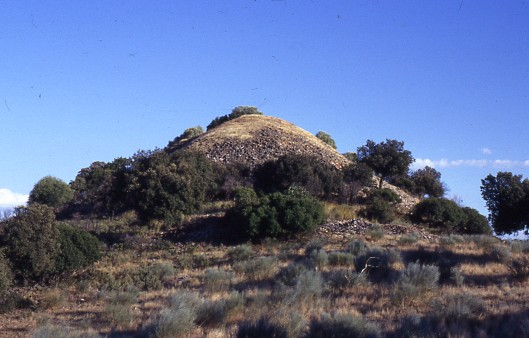
Loma del paraje Dehesa de Valdeobispo donde se han hallado restos de la Edad de Hierro del Castro de Boxe, en el término municipal de Almaraz, colindante con Saucedilla

- Paleolítico: se han encontrado bifaces, raederas, puntas y raspadores en distintos puntos del Campo Arañuelo, cerca de Saucedilla, en la zona de Peraleda de la Mata. Se pueden ver en el Museo de Cáceres (Col. de José Sendín) y en el Museo Arqueológico de la Fundación Concha, en Navalmoral de la Mata, en el que destaca una bifaz musteriense de 30 000 años procedente de San Marcos (Rosalejo).
- En Almaraz, a pocos kilómetros de Saucedilla, se encuentra el llamado Castro de Boxe, en las cercanías del Tajo, en la Dehesa Valdeobispo, donde se han hallado vestigios de viviendas, de una necrópolis y talleres de la Edad de Hierro en una cueva de corredor.
- Restos romanos: Villa romana del Olivar del Centeno, paraje situado en el municipio de Millanes, colindante con Saucedilla. El yacimiento se encuentra en una pequeña loma próxima al lugar de Viñas de Montecillo perteneciente al término de Saucedilla. Entre los distintos vestigios destacan varios mosaicos del siglo III-IV d. C., que están expuestos en el Museo de Cáceres (Palacio de las Veletas). También se han hallado sillares y tégulas.
- Siglo XIII: expulsión por las tropas cristianas de los últimos musulmanes que permanecían en fuertes rocosos de la comarca (altos de Belvís, Miravete...). En 1290, creación del Señorío de Belvís, otorgado por el rey de Castilla Sancho IV el Bravo a Fernando Pérez del Bote.
- Siglo XIV: en 1305, en tierras colindantes, se crea el Señorío de Almaraz, otorgado por el rey de Castilla y León Fernando IV a Beatriz Alfonso, su prima hermana.
- Mediados del siglo XIV: orígenes de Saucedilla.

Colonos venidos de Collado de la Vera crearon Saucedilla a mediado del siglo XIV. Saucedilla nace durante la Reconquista y la subsiguiente repoblación, a mediados del siglo XIV, como una agrupación de chozas (siguiendo el esquema conocido como de aldeas pastoriles) cubiertas con ramajes o escobas habitadas temporalmente por labradores, ganaderos y pastores repobladores procedentes de la cercana Comarca de la Vera, en concreto de Collado de la Vera, que pertenecía a la ciudad realenga de Plasencia.

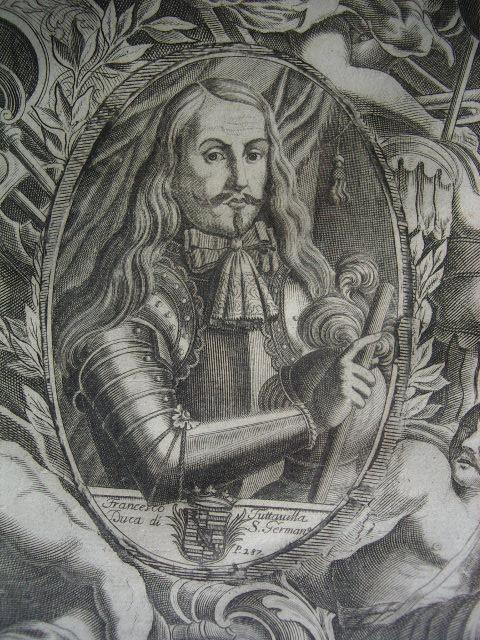
Francisco Totavila (Francisco Tuttavilla), Duque de San Germán, Señor de Saucedilla

Con el tiempo esas viviendas se hicieron estables, construyéndose con paredes de adobe y cubiertas de tejas, y se creó Saucedilla (Sabzedilla o Sauzedilla en los manuscritos más antiguos, en el siglo XVII) con el permiso del Concejo de Plasencia, bajo cuya jurisdicción estaban Collado y las sexmerías de la Vera y Campo Arañuelo. El nombre del municipio procede de la palabra "sauce", abundante en zonas del municipio.
- Siglos XV y XVI: desarrollo del municipio y construcción de la iglesia entre 1540 y 1574.

En 1471, pierde su condición de aldea real del sexmo de Plasencia, para pertenecer, sucesivamente, al Señorío de Monroy, al Conde y Duque de Plasencia, y volver de nuevo, con los Reyes Católicos, a su titularidad realenga.
En 1479 mantuvo una pequeña comunidad judía
- Siglo XVII: El Señorío de Saucedilla y la adquisición del villazgo.

- Saucedilla sufre una crisis económica que hace desvincular al municipio de la jurisdicción placentina.
- Francisco Totavila (Francisco Tuttavilla), Duque de San Germán, noble militar de origen italiano: Señor de la villa de Saucedilla de 1639 a 1679. Se significó como militar en la Guerra de Portugal, y fue Virrey de Navarra, Cerdeña y Cataluña.
- Se construye el rollo jurisdiccional.

- Siglo XVIII: El Condado de Saucedilla

Se trata de un condado jurisdiccional en el que el Señor no percibe en ella ni sus términos derechos algunos, ni tiene posesión, raizes, ni terrazgo alguno. El Concejo de Saucedilla, sin embargo, recauda entre los vecinos, y paga, desde hace muchos años ... al señor conde/de Sauzedilla, dueño de ella, mil seiscientos y cinquenta reales de vellón en cada año por dación gratuita, y estilo que tiene este Conzejo, sin que puedan dezir ni tengan otra razón de ello.
Aunque la influencia de los Condes de Saucedilla ha sido prácticamente nula en el devenir histórico de la villa (salvo en la imposición y percepción de tasas), se citan aquí unas breves semblanzas de estos personajes —algunos con peripecias vitales reseñables— por estar unido su título nobiliario al nombre y municipio. El condado de Saucedilla no implicó nunca territorio ni posesiones. Sólo jurisdicción, y sólo en los primeros titulares. Hoy en día, más que nunca, es un título nobiliario meramente honorífico.
- Diego de Zaldívar y Fernández (1637, Briviesca -?), I Conde de Saucedilla: Condado concedido el 26 de junio de 1689 por Carlos II al general Diego de Zaldívar y Fernández, Almirante de la Flota de Nueva España, Capitán General de la Armada de la Guardia y Carrera de las Indias.

- Gaspar de Molina y Zaldívar (1741, Cádiz - 1806),  IV Conde de Saucedilla: Caballero de la Orden de Santiago, III Marqués de Ureña; arquitecto, ingeniero, pintor poeta y viajero de la Ilustración española. Publicó en 1785 unas Reflexiones sobre la arquitectura, ornato y música del templo.

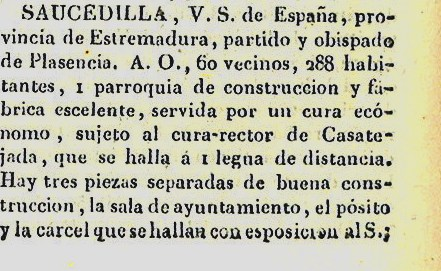
Inicio del art. sobre Saucedilla en el Diccionario Geográfico-Estadístico de España y Portugal (1827)(DGEEP) de Sebastián de Miñano

- Finales del siglo XVIII: largo pleito (20 años) de la Villa de Saucedilla contra su Señor jurisdiccional, don Gaspar de Molina y Zaldívar, ante la Sala de las Mil y Quinientas de la Corona de Castilla, con resultado final favorable al conde.

- Siglo XIX: En la guerra de Independencia las tropas francesas de Napoleón protagonizaron ataques, combates y saqueos en el norte de Cáceres (Comarca de la Vera, Campo Arañuelo). Se tiene constancia de los mismos en Casatejada y Romangordo. Los franceses, al estar semiderruido el puente de Albalat (o de Almaraz) sobre el Tajo, construyeron un puente con pontones y fortificaciones en ambas orillas del río, a dos kilómetros al oeste del puente de Albalat, en tierras de Romangordo. Las tropas anglo-portuguesas, al mando del general Rowland Hill, destruyeron esas fortificaciones en 1812 en el llamado Combate de Almaraz. En estas guerrillas y escaramuzas locales, hubo bajas y destrozos en numerosos pueblos, incluido Saucedilla, como recoge Sebastián de Miñano en 1827 en su Diccionario Geográfico-Estadístico de España y Portugal (t. VIII, pág. 175) en el párrafo dedicado a Saucedilla.* En 1837 se produce la abolición definitiva de los señoríos jurisdiccionales. El título nobiliario se mantiene en Saucedilla aunque no la jurisdicción ni el pago anejo al mismo por parte del pueblo.

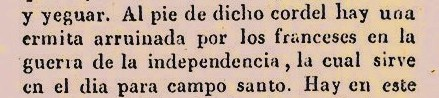
Referencia a los destrozos de las tropas de Napoleón en Saucedilla en el DGEEP de Sebastián de Miñano

- Se suceden los siguientes condes: Manuel Gaspar Molina y Tirry: V Conde de Saucedilla; Manuel María Molina y Medina: VI Conde; Lucila Molina y Viniegra: VII Condesa; Fermín de Ortega y Molina: VIII Conde; Beatriz Magdalena de Zaldívoar y Redo: IX Condesa; Beatriz Llamosa y Zaldívar: X Condesa; Elia Villanova-Rattazzi y Barrera: XI Condesa. Desciende, por parte de madre (los Rattazzi) de una rama de la familia Bonaparte: de Luciano Bonaparte, hermano mayor del Emperador Napoleón I.[13] Joaquín Silos Millán XII Conde de Saucedilla y VII Marqués de Ureña.

- María Teresa Silos Iturralde: XIII Condesa de Saucedilla y VIII Marquesa de Ureña. Actual titular (Ver BOE: Carta de Sucesión)

## Demografía
Saucedilla cuenta con una población de 994 habitantes (INE 2024).
| Gráfica de evolución demográfica de Saucedilla entre 1842 y 2021                                                    |
| |
| Población de derecho según los censos de población del INE Población de hecho según los censos de población del INE |

La evolución demográfica de Saucedilla es conocida con fiabilidad desde mediados del siglo XIX, cuando se empezaron a hacer los primeros censos regulares oficiales a nivel nacional. Hasta entonces, los datos demográficos son aproximaciones.
- A finales del siglo XV, Saucedilla tiene unos 900 habitantes.[15] Hay que reseñar que, en los años anteriores a su expulsión en 1492, hubo en Saucedilla, como en otros municipios (Belvís de Monroy, Almaraz, Valdehúncar), una pequeña comunidad de judíos.[16]

- Uno de los periodos de mayor pérdida de habitantes es entre 1528 y 1653, época coincidente con una gran crisis general demográfica en España.[17]

- Entre 1751 y 1787, según el riguroso estudio de J.C. Rubio Masa y J.L. Rubio Masa en Saucedilla: santo y seña de un pueblo extremeño, la población baja tal vez a causa de una excesiva presión fiscal del señor de la villa.

- Desde 1900, Saucedilla ha tenido la siguiente evolución demográfica década a década, según el Instituto Nacional de Estadística de España:[18][19]

- Los años de la emigración: los 60

Muchas familias salieron a principios de los 60 a las grandes ciudades españolas como Madrid, Barcelona y Bilbao a mejorar su vida. Y también a Francia, Bélgica o Alemania. Actualmente, algunos hijos de aquellos emigrantes, que trabajan en Madrid, Barcelona o el extranjero, y que nacieron en Saucedilla, para comunicarse y relacionarse en su vida diaria, emplean el catalán o el francés. Y eso que las obras del embalse de Valdecañas, de la Nuclear de Almaraz o del embalse de Arrocampo acogieron a mucha mano de obra.
Cifras de los últimos años de la población de Saucedilla, según el Instituto Nacional de Estadística de España
| Evolución demográfica de Saucedilla | Evolución demográfica de Saucedilla | Evolución demográfica de Saucedilla | Evolución demográfica de Saucedilla | Evolución demográfica de Saucedilla | Evolución demográfica de Saucedilla | Evolución demográfica de Saucedilla | Evolución demográfica de Saucedilla | Evolución demográfica de Saucedilla | Evolución demográfica de Saucedilla |
| ----------------------------------- | ----------------------------------- | ----------------------------------- | ----------------------------------- | ----------------------------------- | ----------------------------------- | ----------------------------------- | ----------------------------------- | ----------------------------------- | ----------------------------------- |
| 2012                                | 2013                                | 2014                                | 2015                                | 2016                                | 2017                                | 2018                                | 2019                                | 2020                                | 2021                                |
| 857                                 | 825                                 | 847                                 | 877                                 | 890                                 | 886                                 | 858                                 | 851                                 | 852                                 | 869                                 |

- Población extranjera: destaca la población marroquí, conviviendo con otras nacionalidades como Argentina, Brasil, Perú, Guatemala, Colombia, Portugal, República Checa, Nicaragua, Paragua, Ucrania,  Rumania y Francia.

## Administración y política

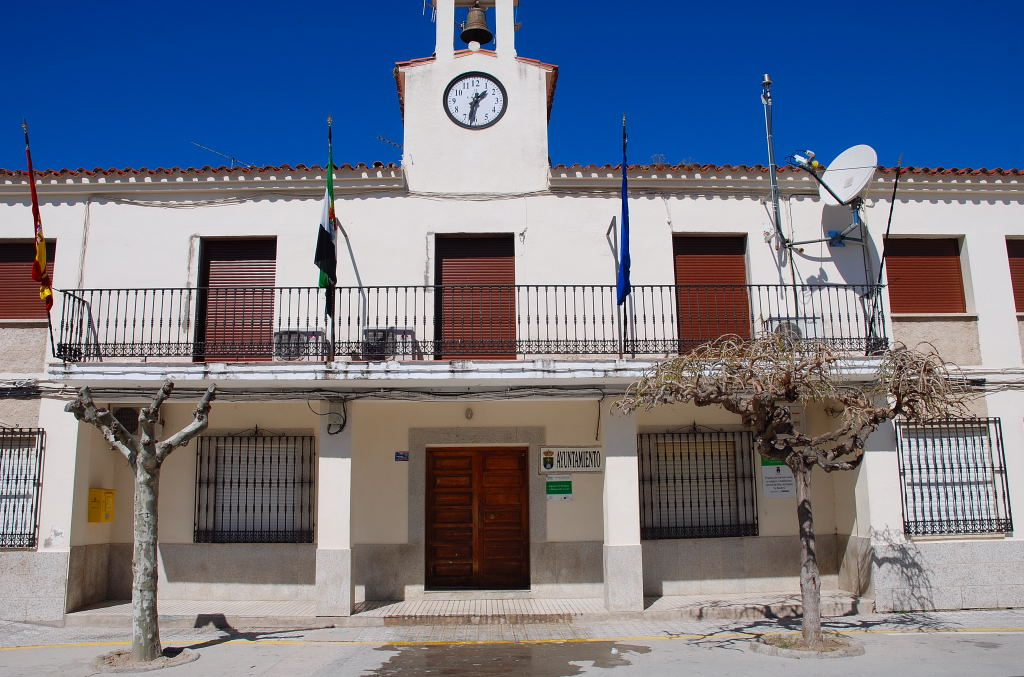
Ayuntamiento

Dirección del ayuntamiento: C/ Real 25. Corporación compuesta por 7 ediles, componiendo gobierno el partido regionalista de Extremeños.
Alcalde: Iñaki Campo (Extremeños)
Teniente alcalde: Santiago Hernández (Extremeños)
Concejales de gobierno:
Luis Fernando Pesado (Extremeños) y Sonia Velasco (Extremeños)
Concejales en oposición: María Paloma López (PP),  Cristian Bravo (PP) y Miguel Ángel García (PP)

## Economía

### Agricultura tradicional

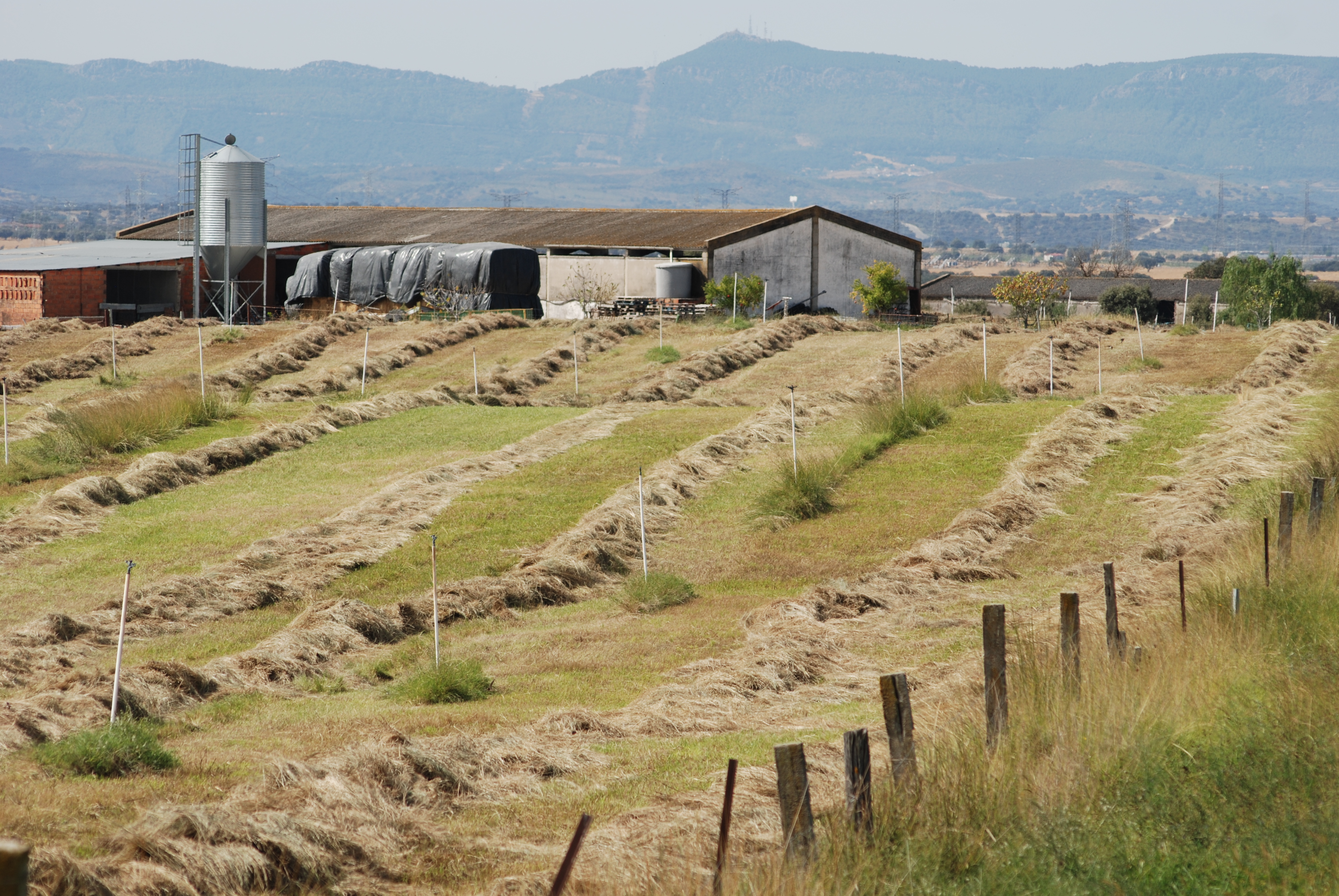
Siega de forraje

La actividad de los habitantes de Saucedilla ha dependido siempre, durante siglos, de la agricultura de secano (avena, cebada y trigo, garbanzos, habas, nabos), con algunos complementos como la vid, el olivo y algunos frutales (higos) y de la ganadería: ovina esencialmente, pero también bovina, porcina y caprina, así como aves de corral.

### Agricultura de regadío
Con la llegada del regadío procedente del embalse de Valdecañas, las explotaciones de ganado para carne, el girasol durante unos años (ya descartado), los frutales (albaricoques), verduras (tomates) y otros productos (últimamente se están cultivando chopos para biomasa -destinada a la producción de bioetanol o biocarburante-) han tomado el testigo.

### Industrias

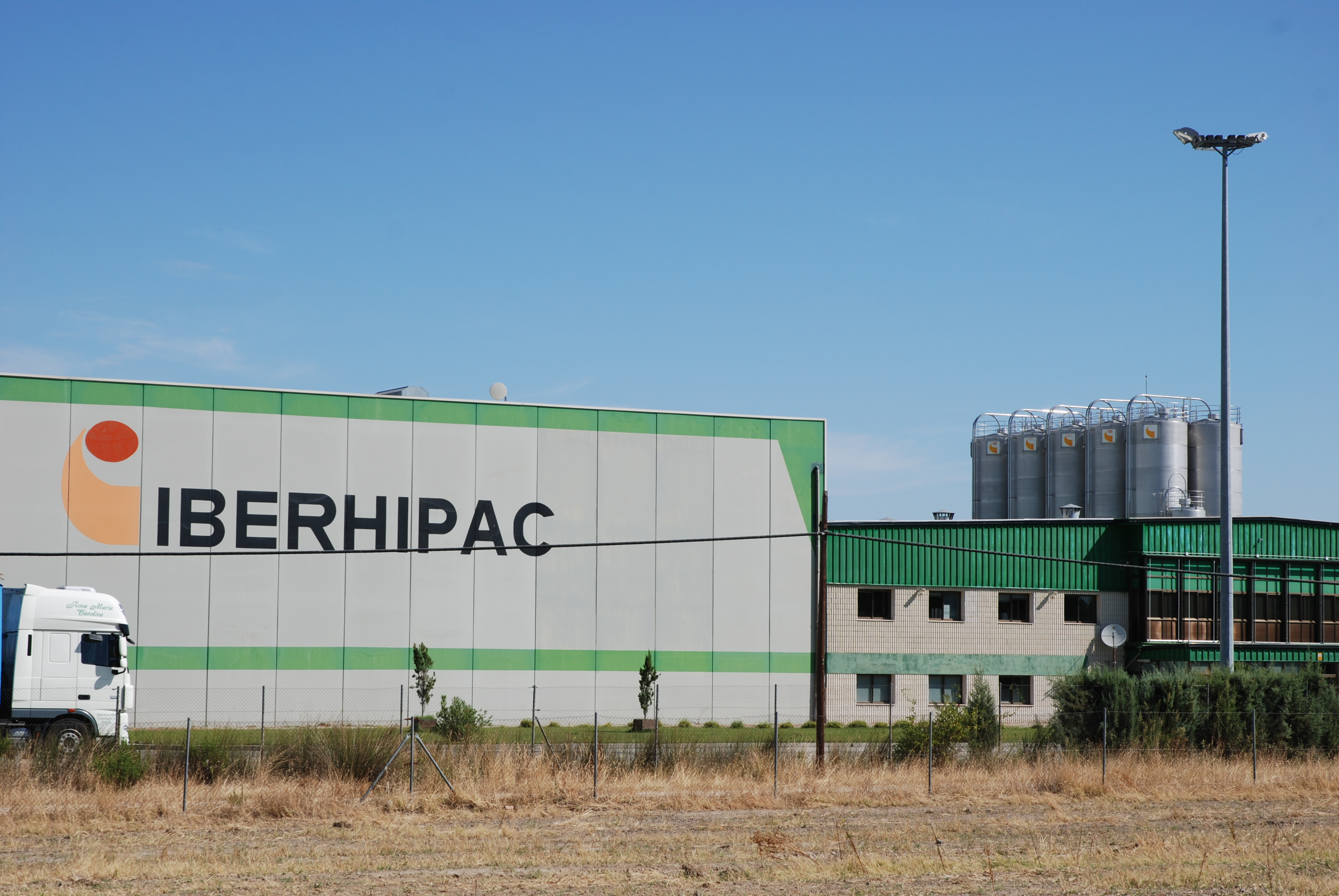
Fábrica de plásticos IBERHIPAC en el polígono industrial de Saucedilla, cerca de la Autovía A5

- IBERHIPAC S.A: Fábrica de bobinas de plástico para uso no alimentario; Ctra. N-V, km.189

- PLAREX S.L.: Fábrica de plásticos (Plásticos Reforzados Extremeños)

- HUERTOS SOLARES: la producción de electricidad mediante paneles solares se está implantando en Saucedilla, en la zona de Las Judías (noreste de la villa), así como en los municipios vecinos (Casatejada, Almaraz)

- TALLERES MANCEBO: taller de reparación y venta de coches
- CAYRU C.B.: peluquería y droguería
- ALIMENTACIÓN AROA: tienda de comestibles
- COMUNIDAD DE REGANTES PLAN RIEGOS DE VALDECAÑAS
- BAR ROCKY
- BAR PISCINA LA VIEJA ESCUELA
- BAR HOGAR DEL PENSIONISTA
- CONSTRUCCIONES SOLÍS
- ALMACENES RUFER: Almacén de materiales de construcción

- Hostería Alonso de Monroy (3 estrellas), al lado de la gasolinera, en el polígono industrial.

## Transportes
De lunes a viernes, diariamente, autobuses que unen Saucedilla con Navalmoral de la Mata y con Majadas pasando por Casatejada.

## Servicios

### Educación
Saucedilla forma parte del CRA Río Tajo, junto con Serrejón, Toril, Romangordo Casas de Belvís y Belvís de Monroy. En el municipio hay también una guardería.

### Sanidad
El municipio cuenta con un consultorio de atención primaria en la calle Real y una farmacia. Para la asistencia social, hay un servicio de ayuda a domicilio.

## Patrimonio

### Iglesia parroquial deSan Juan Bautista

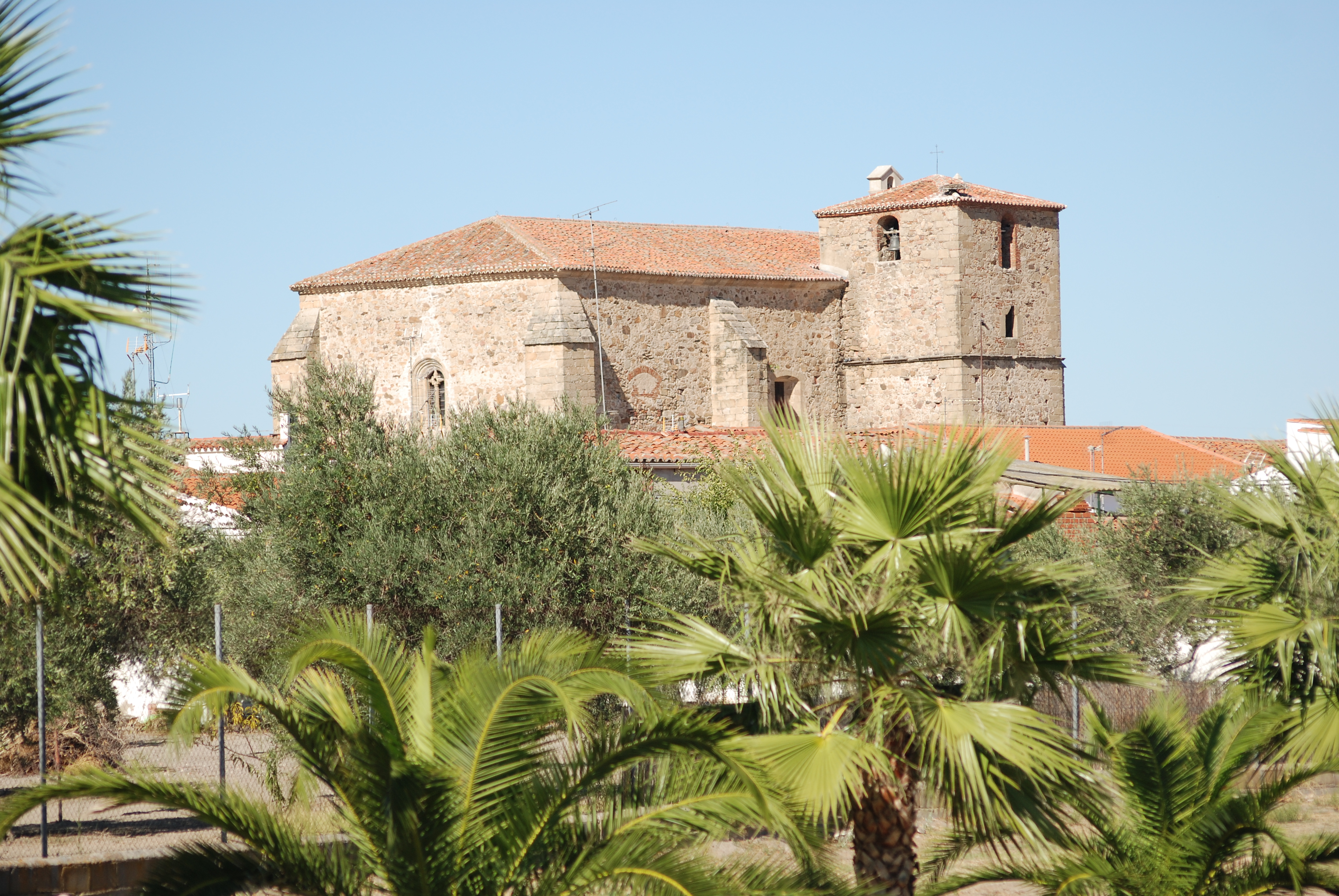
Iglesia de San Juan Bautista.

Pertenece a la archidiócesis de Mérida-Badajoz, diócesis de Plasencia, arciprestazgo de Casatejada. Es Bien de interés cultural de Extremadura en la categoría de monumento.
Su construcción se remonta al siglo XVI (iniciada no antes de 1540 y terminada en torno a 1573). De estilo gótico tardío, con elementos renacentistas y manieristas, tiene una sola nave. Su gran tamaño (31m largo x 13m ancho) la hace visible a gran distancia de la villa. En el origen de su edificación está el gran obispo de Plasencia e importante mecenas del Renacimiento español Gutierre de Vargas Carvajal (Madrid, 1506-Jaraicejo, 1559).
Notable impulsor de la construcción de iglesias en todo el Campo Arañuelo, el obispo Gutierre de Vargas fue un buen conocedor en materia de arquitectura y un gran organizador de la administración eclesial. La iglesia se termina bajo el mandato de su sucesor Pedro Ponce de León (obispo) (Córdoba, 1509 - Jaraicejo, 1573). Gutierre de Vargas encargó al maestro cantero trujillano Sancho de Cabrera (1500?-1574) la proyección, dirección y construcción de un templo de grandes proporciones al tener el obispo perspectivas importantes de desarrollo para Saucedilla. Al fallecer Gutierre de Vargas y continuar con la construcción Ponce de León, hubo un cambio en la fábrica del edificio. Se redujo el grosor de los muros, probablemente para abaratar la obra.
- Exterior

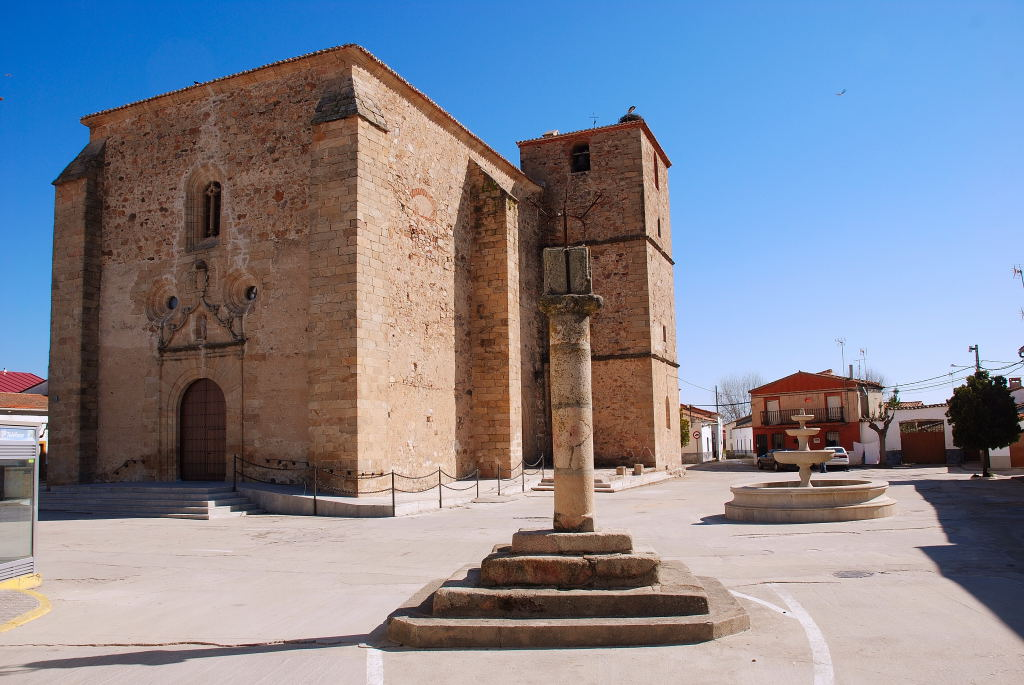
Vista general de la iglesia con el rollo jurisdiccional

El edificio posee la forma de un paralelepípedo quebrado en ochavo en uno de sus extremos, la cabecera o ábside. Para su construcción se utilizó mampostería y sillería de granito en los elementos nobles: estribos, ángulos de la torre, portada, ventanas y cornisas. Tiene tres portadas: la única abierta hasta hace pocos años era la sur. La portada principal, la del oeste, cerrada durante mucho tiempo debido a unas importantes grietas (probablemente originadas por el terremoto de Lisboa de 1755), muestra una exquisita talla de granito y una disposición triangular de elementos manieristas. La entrada es un perfecto arco de medio punto de grandes dovelas enmarcado por finas pilastrillas con capitel plateresco. Encima, un frontón con perfil de volutas encadenadas recoge y culmina con el escudo episcopal de Pedro Ponce de León.
- Interior

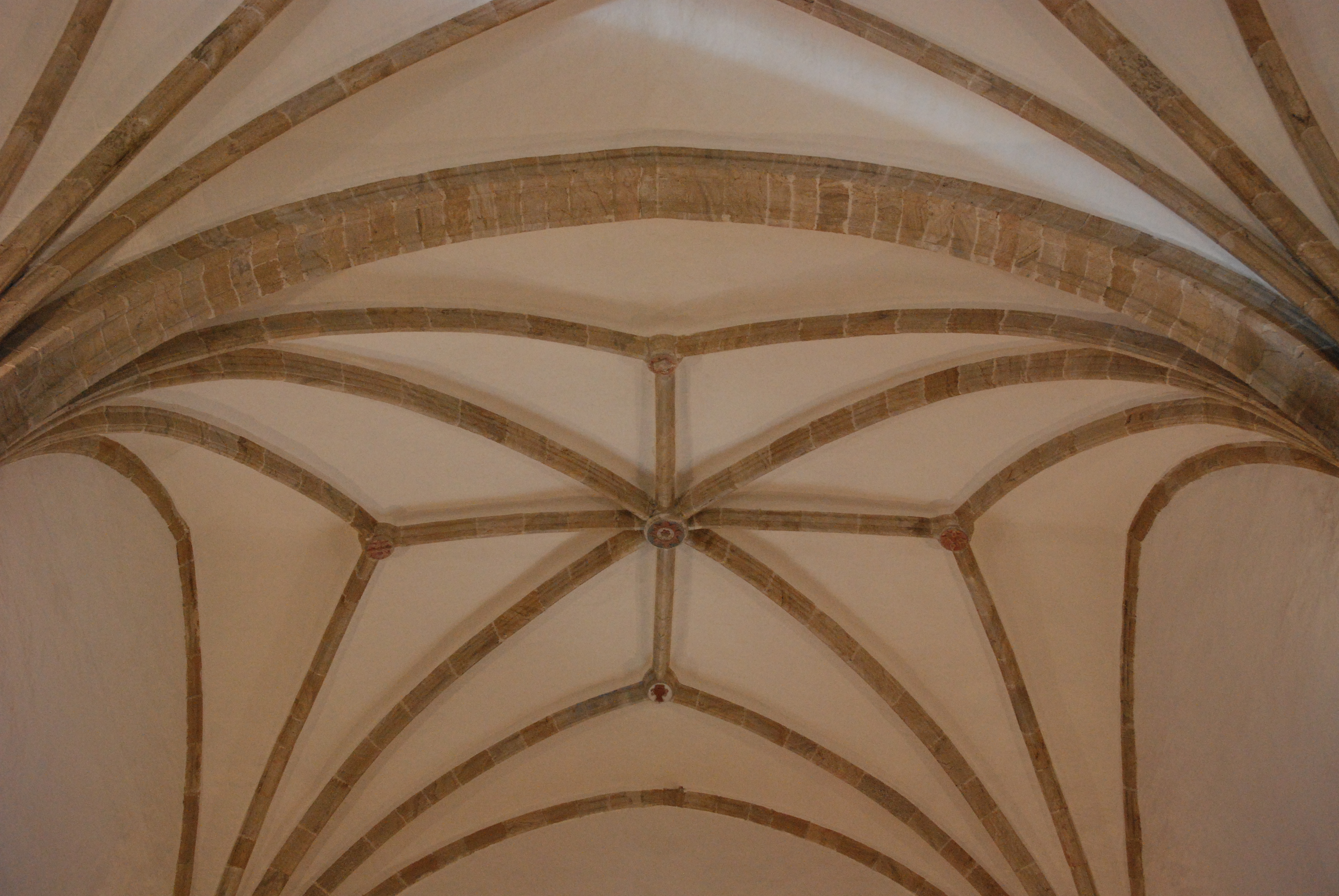
Bóvedas de crucería estrellada de la iglesia

Los muros son lisos en sus tercios inferiores. La monotonía se rompe mediante una imposta que recorre todo el perímetro interior de la nave. La iglesia, de una sola nave, está dividida en cuatro tramos. Todos tienen bóvedas de crucería estrellada que muestra terceletes y ligaduras. El entramado de arcos es de granito. Los arcos perpiaños y los nervios de las bóvedas descansan sobre grandes ménsulas.

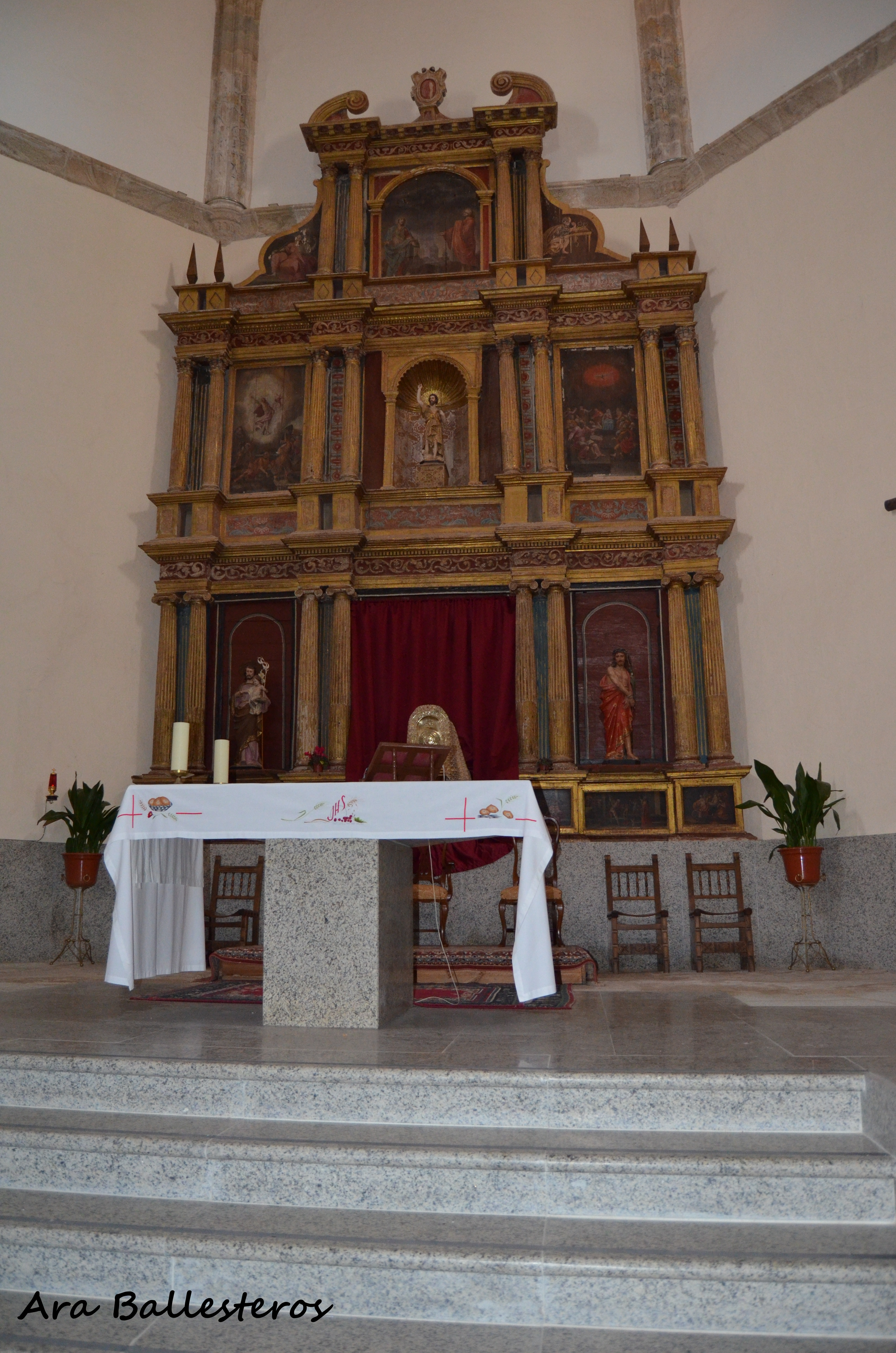
retablo mayor

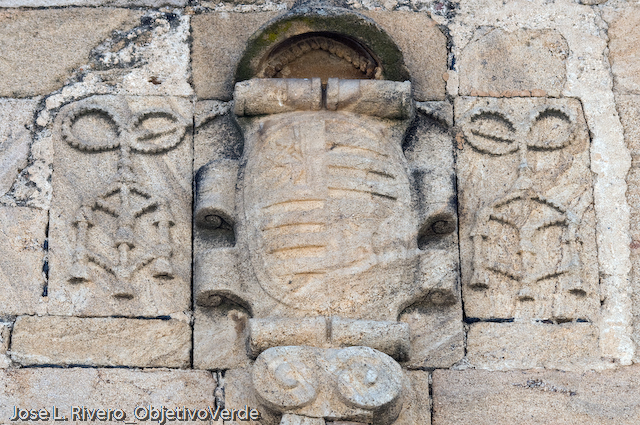
Escudo iglesia

- Retablo mayor: entre toda la ornamentación del interior de la iglesia destaca especialmente el retablo mayor de estilo clasicista de mediados del siglo XVII. Sobre un zócalo que lo sobre eleva se apoyan dos cuerpos columnarios que sirven de marco a cuatro tablas pictóricas y a una hornacina para escultura y un ático de coronamiento. Las columnas son pareadas. Los órdenes arquitectónicos son el jónico en el cuerpo inferior y el corintio en el superior y el ático. La calle central está reservada para el sagrario y el expositor en el cuerpo inferior, y para la hornacina, que alberga la imagen de San Juan Bautista, titular de la iglesia, en el superior. Las tablas altas representan La Resurrección de Cristo y la Venida del Espíritu Santo en Pentecostés. Los seis pequeños paneles del basamento del primer cuerpo son los que mejor se pueden observar. Las pinturas son de una calidad regular, con algunos detalles que se asemejan al manierismo de Gaspar Becerra.Capilla con pinturas al fresco: se trata de una amplia hornacina situada en el Altar Mayor, en el lado del Evangelio. Las pinturas al fresco representan a Juan Bautista y a Jesús con el Espíritu Santo dominando a ambos en forma de paloma. Una talla del siglo XVIII de San Juan Bautista preside la entrada de la hornacina.
- Retablo barroco del siglo XVIII (lado del Evangelio): en el centro se encuentra una imagen de la Virgen de los Dolores, obra también del siglo XVIII.
- Talla policromada de la Virgen del Rosario, de finales del siglo XVI (lado de la Epístola).
- Talla policromada del Santo Cristo de la Humildad, del siglo XVII. Tiene gran devoción en Saucedilla. En 1798 era patrón de la villa y se tiene constancia del fervor entre los parroquianos, como recoge algún documento de esta época, que dice que era muy peregrino, devoto y milagroso. Se encuentra en un altar lateral en el lado de la Epístola.
- Virgen de los Dolores, del siglo XVIII: imagen de gran belleza, es engalanada y adornada con un mar de flores y velada con gran devoción en Semana Santa. Es una virgen de vestir, sólo tallada en cabeza, manos y pies.
- Virgen del Carmen con Niño del siglo XVIII. Virgen de vestir.
- Retablo moderno (1902) con una talla moderna del Sagrado Corazón
- Santa Gema, un Resucitado y un San Antonio de Padua: imágenes modernas (1903); un Cristo Nazareno moderno bajo el coro
- Inmaculada de Olot
- Platería : píxide(hostiario) de plata del siglo XVI; cáliz de plata sobredorada del siglo XVIII y copón rococó de plata sobredorada del XVIII.
- Púlpito de cantería del siglo XVI
- Pila bautismal de cantería del siglo XVI

Nota. La iglesia ha estado en restauración durante varios años. El objeto de la misma era la impermeabilización y consolidación de la techumbre, el arreglo de las grietas que afectaban a la portada oeste, la consolidación del coro, la apertura de esta entrada oeste, la creación de una escalinata ante ella y la instalación en la hornacina de la fachada oeste de una reproducción en granito de una imagen de San Juan Bautista del siglo XVIII que se encuentra en la iglesia. Se ha añadido también una puerta de madera en la fachada norte, que estaba tapiada. Durante las obras de restauración se ha hallado una hornacina a modo de capilla con pinturas al fresco que representan a Juan el Bautista y a Jesús dominados por el Espíritu Santo bajo la forma de una paloma.

### Rollo jurisdiccional

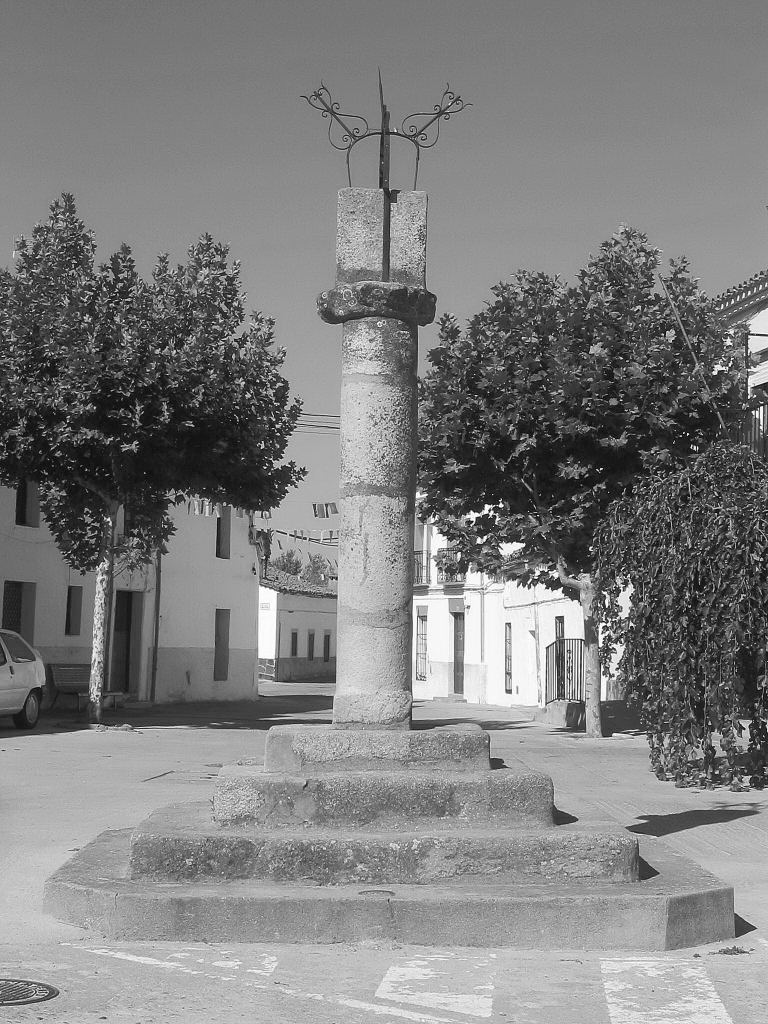
Rollo jurisdiccional (sigl. XVII)

El rollo de Saucedilla, viejo símbolo de justicia que señala que el municipio tenía el rango de villa y jurisdicción para determinados delitos, se erigió a mediados del siglo XVII, poco después, probablemente, de 1639, fecha en que la localidad pasa de la jurisdicción placentina realenga (Felipe IV) a la señorial de Don Francisco Totavila (Francisco Tuttavilla), duque de San Germán, noble de origen italiano.
Es en su totalidad de granito, con un basamento cuadrado de tres gradas en todo el perímetro. La columna tiene un fuste liso y el capitel muestra cuatro ménsulas con leve resalte y apariencia antropomorfa. El coronamiento, tanto la pieza granítica como el herraje, no es el original.
El rollo ha sido siempre un lugar especial y querido en Saucedilla, sobre todo por parte de los mozos. ¿Qué chaval no se ha iniciado a fumar en la más alta de sus gradas? ¿Cuántas risas, conversaciones y complicidades no se habrán tejido a su sombra? A sus pies se encendía la hoguera de Nochevieja o se hacían las carreras de saco. De él salían también las tradicionales carrera de cintas a caballo y carreras de gallos que tenían lugar en las fiestas señaladas (el lunes de Carnaval la de cintas y el martes la de gallos) a cargo de los mozos y jinetes de la villa en los años 50 y 60, que terminaban con la comida de los gallos y la fiesta de los puros (embellecimiento con fundas y vitolas de hilo) por parte de las mozas y novias de los jinetes.

### Cruz de Plasencia

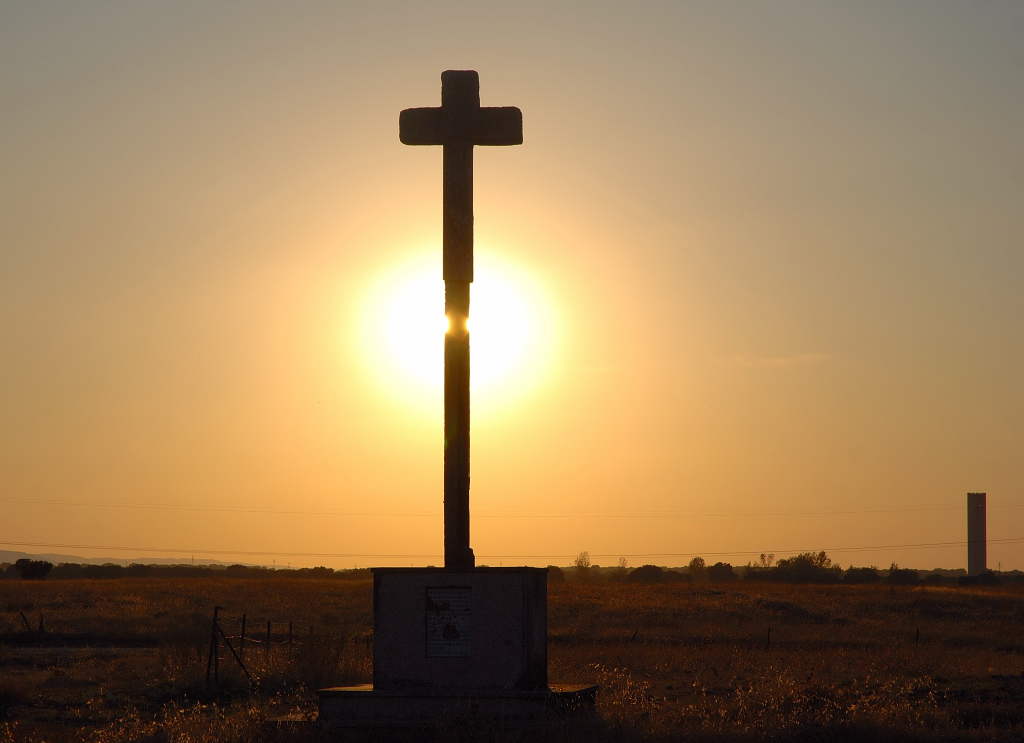
Cruz de Plasencia, humilladero situado al oeste de la villa en el antiguo Camino de Plasencia

Se trata de un humilladero situado en la vieja entrada de la villa (noroeste), en el camino que llevaba a la ciudad cabecera de la Tierra: Plasencia. Ese camino se dirigía a Dehesa Vieja, Toril, la Bazagona, Malpartida y finalmente a Plasencia. La cruz sólo conserva la cabecera de granito del primitivo humilladero. Fue montada sobre una columnilla y un basamento hechos a base de placas de granito pulido a principios de los años 80. Requeriría una restauración.

### Parques
Hay varios, entre ellos, el parque municipal Alberto (entrada norte de la villa). parque del molino, en la zona central y parque de la piscina en las instalaciones de la misma (entrada sur).

## Cultura

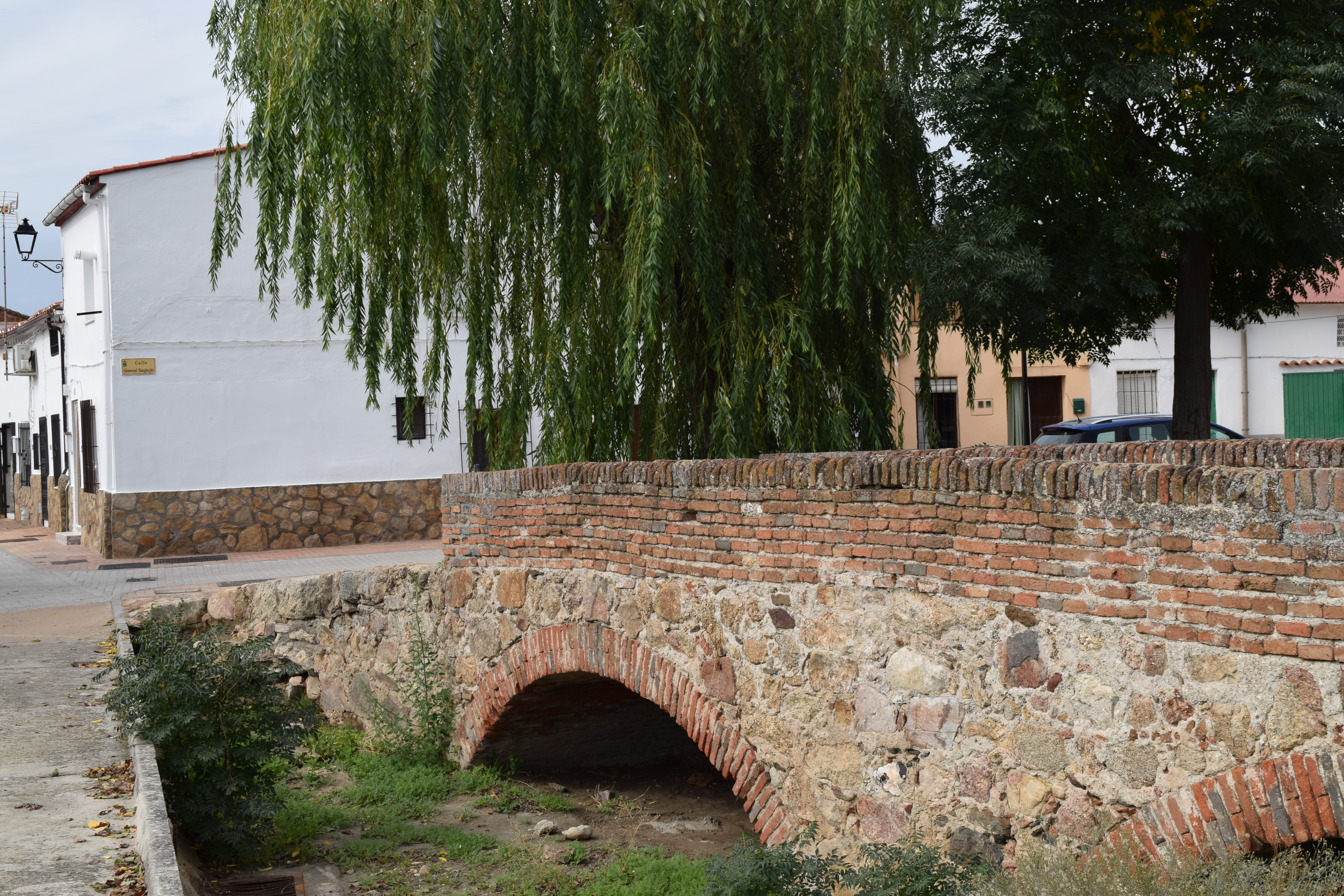
puente del antiguo arroyo de Saucedilla

### Entidades culturales

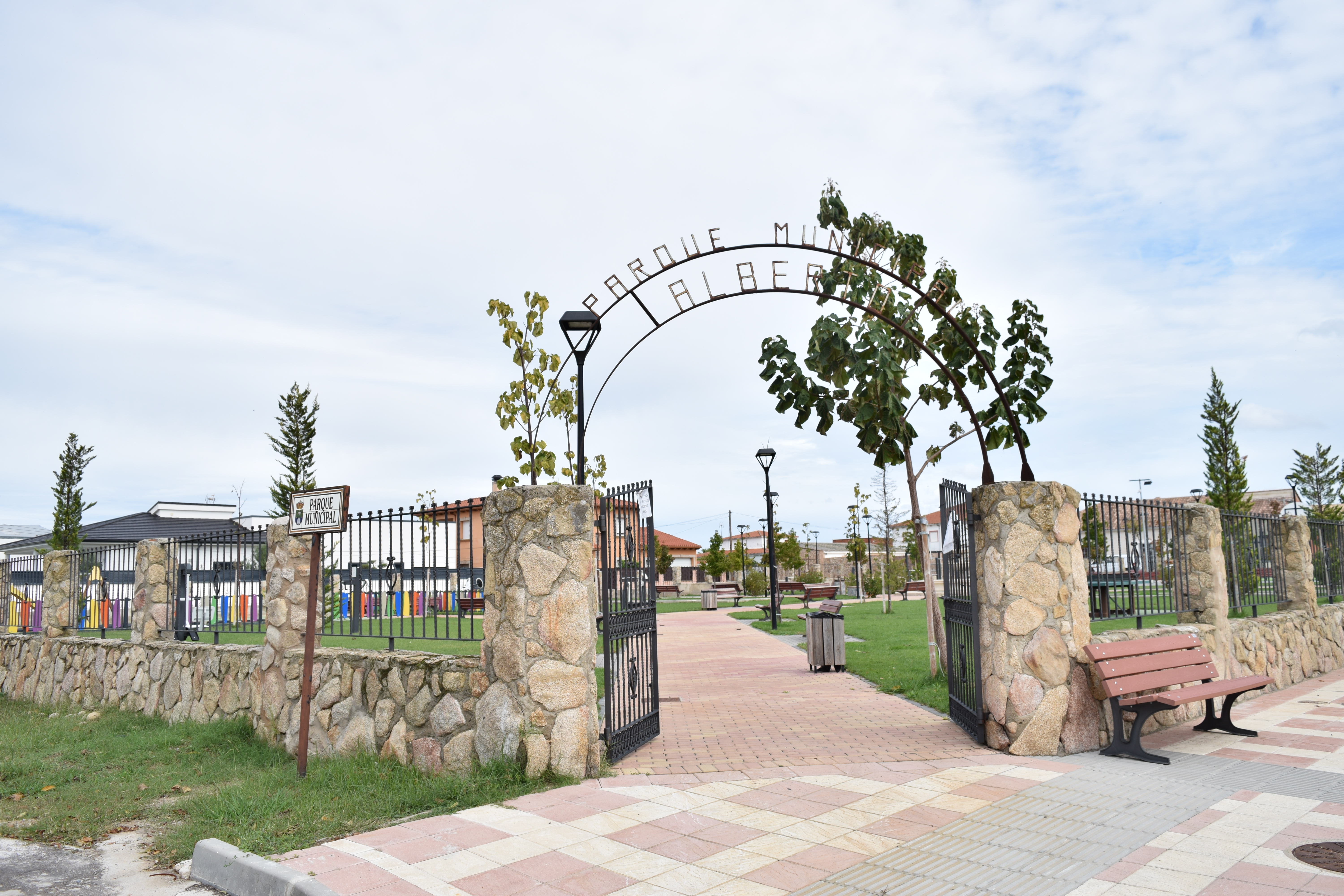
Parque Alberto

- Parque Ornitológico de saucedilla http://www.birdingsaucedilla.com/
- Biblioteca municipal (C/ de los Conquistadores s/n): depósito y préstamo de libros.

### Fiestas
- San Juan Bautista (24 de junio)
- Fiestas de El Cristo (14 de septiembre)

### Gastronomía
- Sopas de tomate
- Perrunillas, huesillos y floretas
- Migas con torreznos y pimientos verdes fritos
- Cocido extremeño

## Deporte
- Piscinas municipales (en verano).
- Circuito de motocross (al sur, cerca del embalse de Arrocampo),
- Circuito de coches por radio control.Parque Alberto, columpios

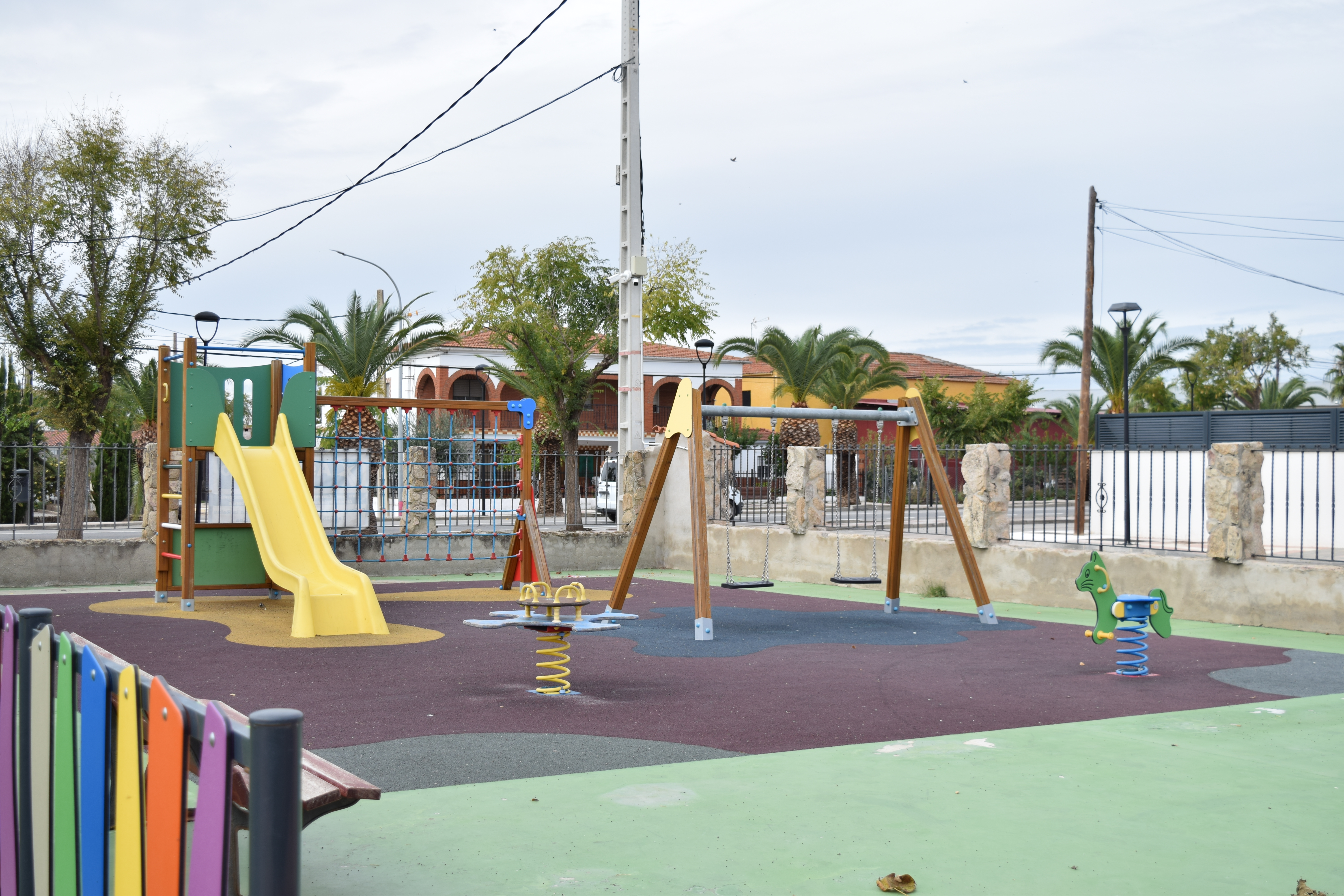
Parque Alberto, columpios

- Zona de pesca. Embalse de Arrocampo y laguna de la piscina
- Pistas de pádel